# 이스트 사이드 갤러리
이스트 사이드 갤러리(East Side Gallery)는 독일 베를린에 있는 베를린 장벽 일부에 조성된 미술 갤러리이다. 슈프레강이 보이는 지역에 위치한 1.3km 길이의 장벽에 조성되어 있다.

## 설명
이스트 사이드 갤러리는 베를린 장벽의 동쪽에 1990년 세계 각국의 미술 작가들이 그린 105개의 그림으로 구성되어 있다. 이는 세계에서 가장 길고 오래된 야외 공개 갤러리로 알려져 있다. 갤러리에 그려진 그림은 변화된 시간을 기록하고 행복감과 더 나은 희망, 전 세계의 모든 사람들을 위한 더 자유로운 미래를 표현하였다.
2006년 7월, 슈프레 강과 O2 월드 간의 접근을 용이하게 하기 위해, 기존의 위치에서 40m 서쪽으로 옮겨졌다.
2013년 3월, 고급 아파트 건설을 위해 갤러리가 조성된 장벽 중 23m 구간의 철거가 계획되었고, 이에 반발한 시민들의 시위로 인해 철거 작업이 중단되었다. 하지만 반발에도 불구하고 5m 구간이 기습적으로 철거되기도 했다.

## 복원
많은 그림이 침식, 낙서, 반달리즘 등으로 인해 심하게 훼손되어 있기 때문에, 한 비영리 단체에 의해 훼손된 작품을 복원하는 작성이 2009년부터 시작되어, 작품의 완전한 복원과 보존을 목표로진행되고 있다.

## 사진

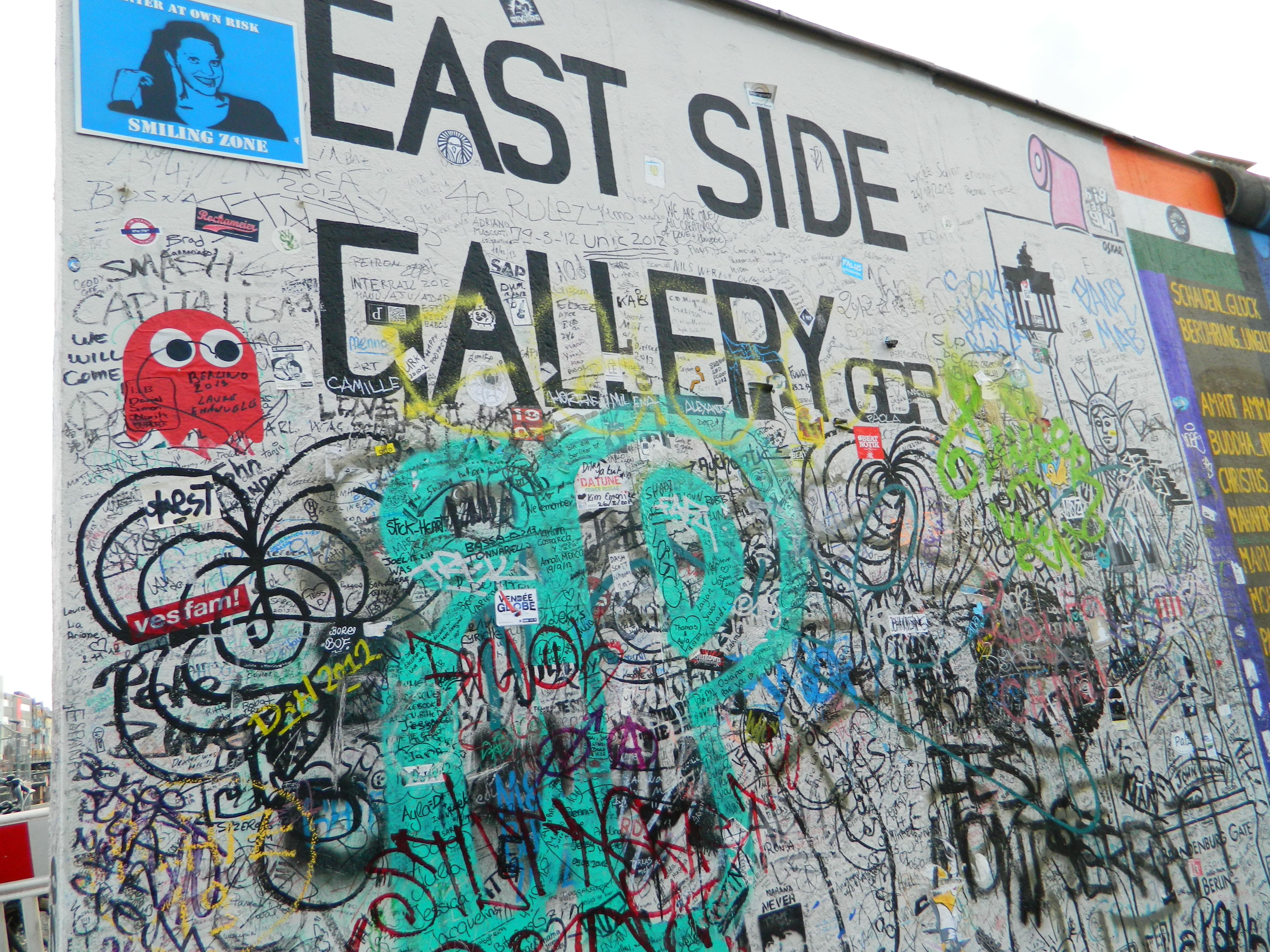
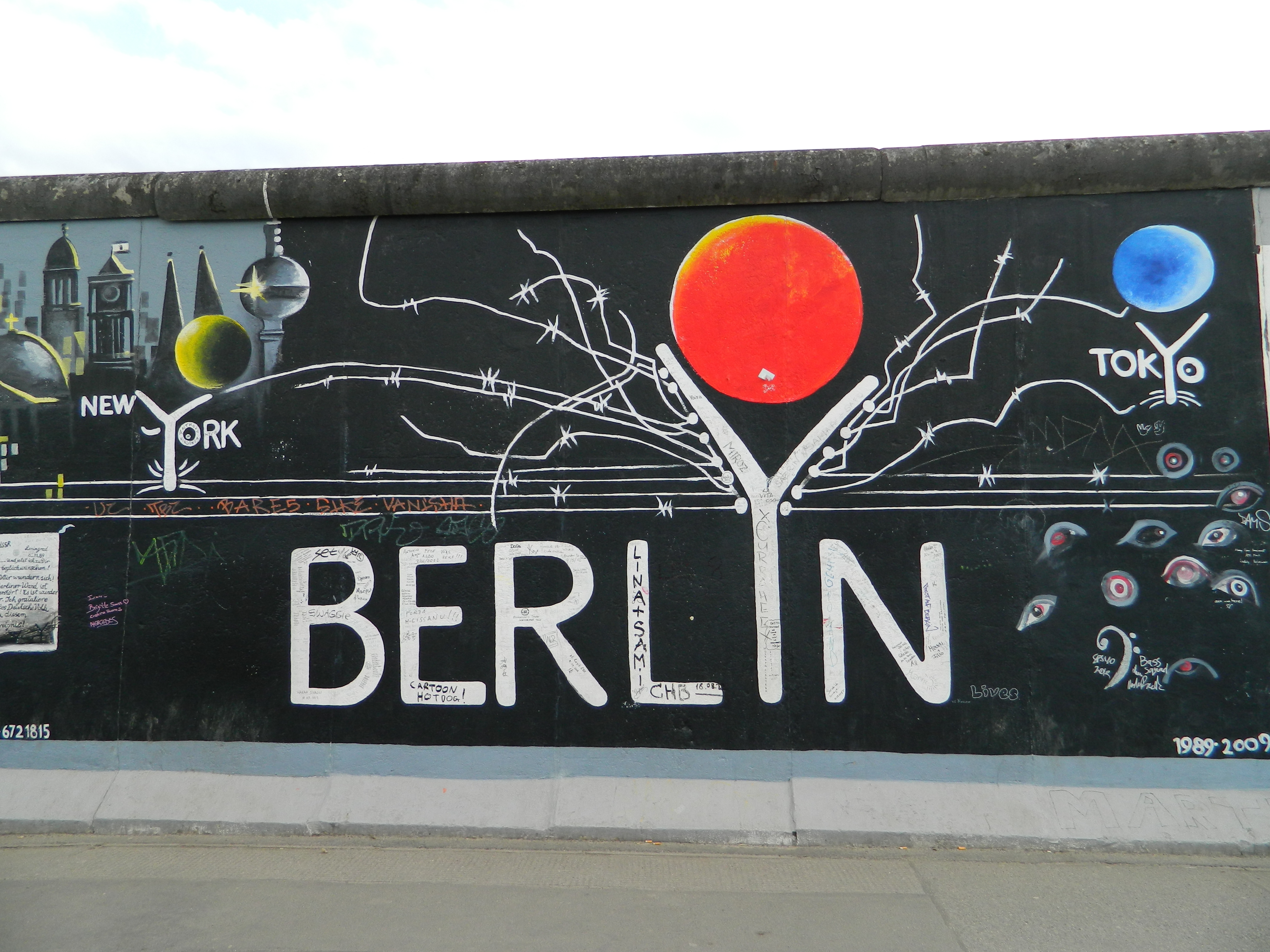
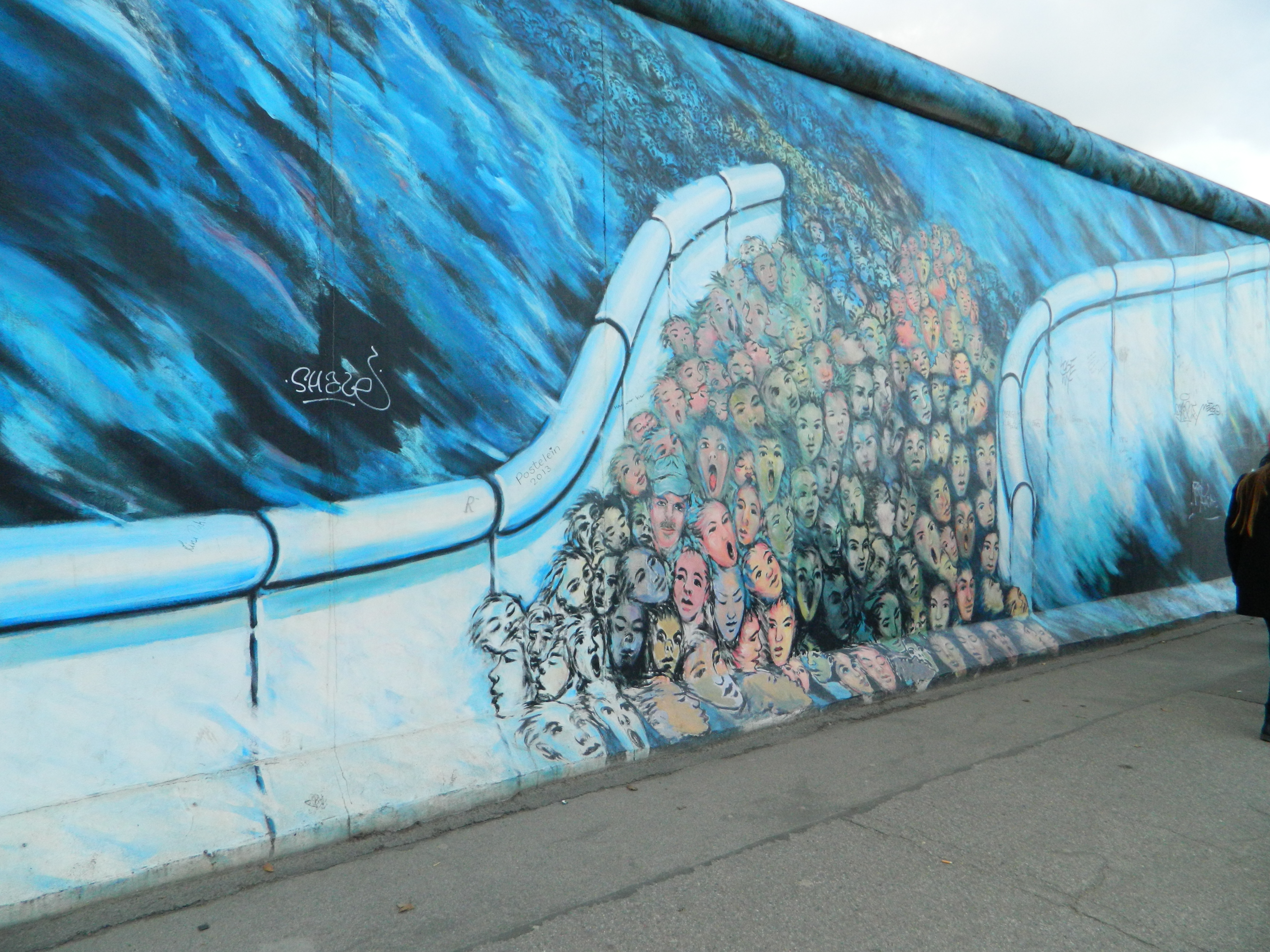
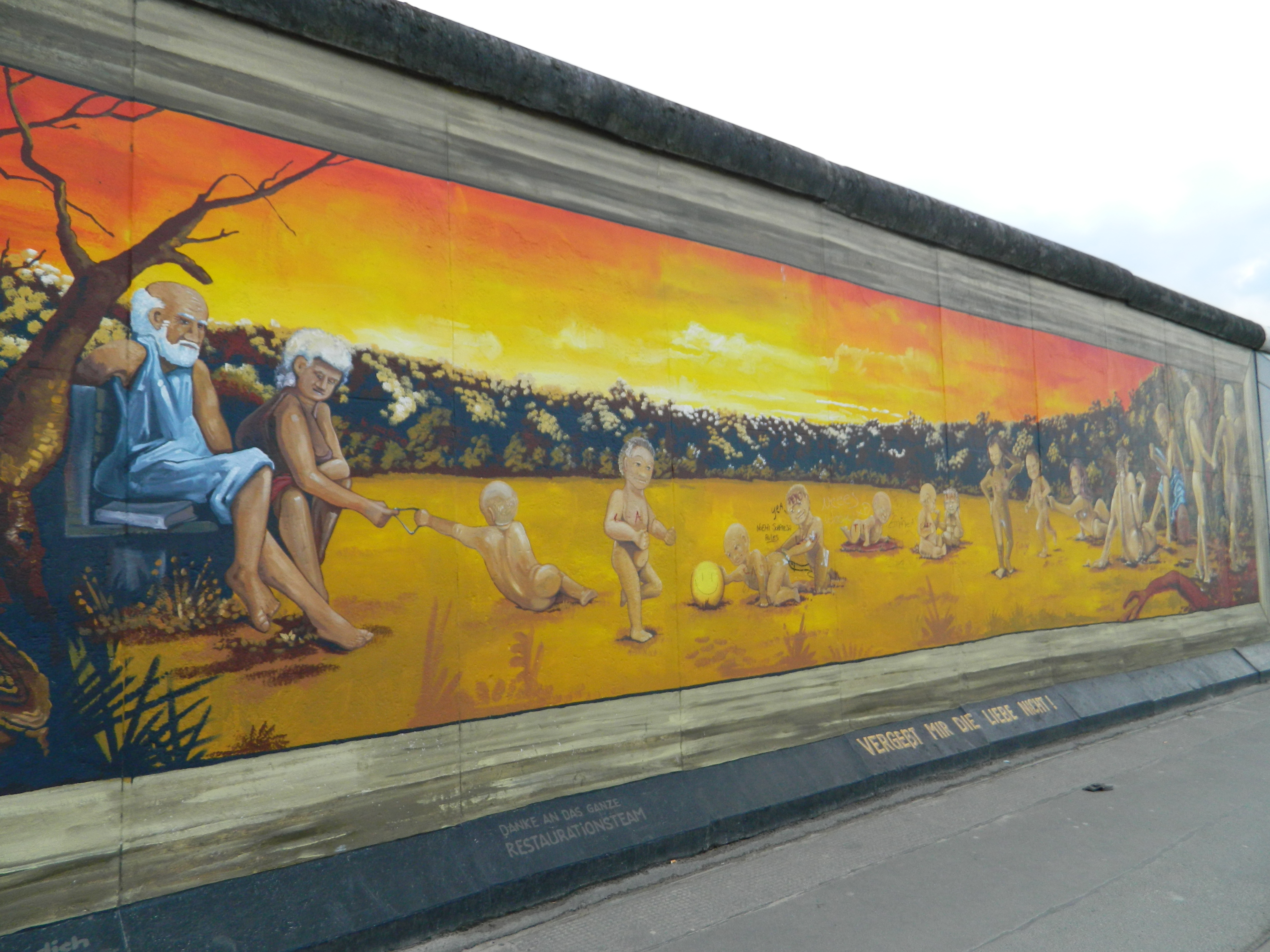
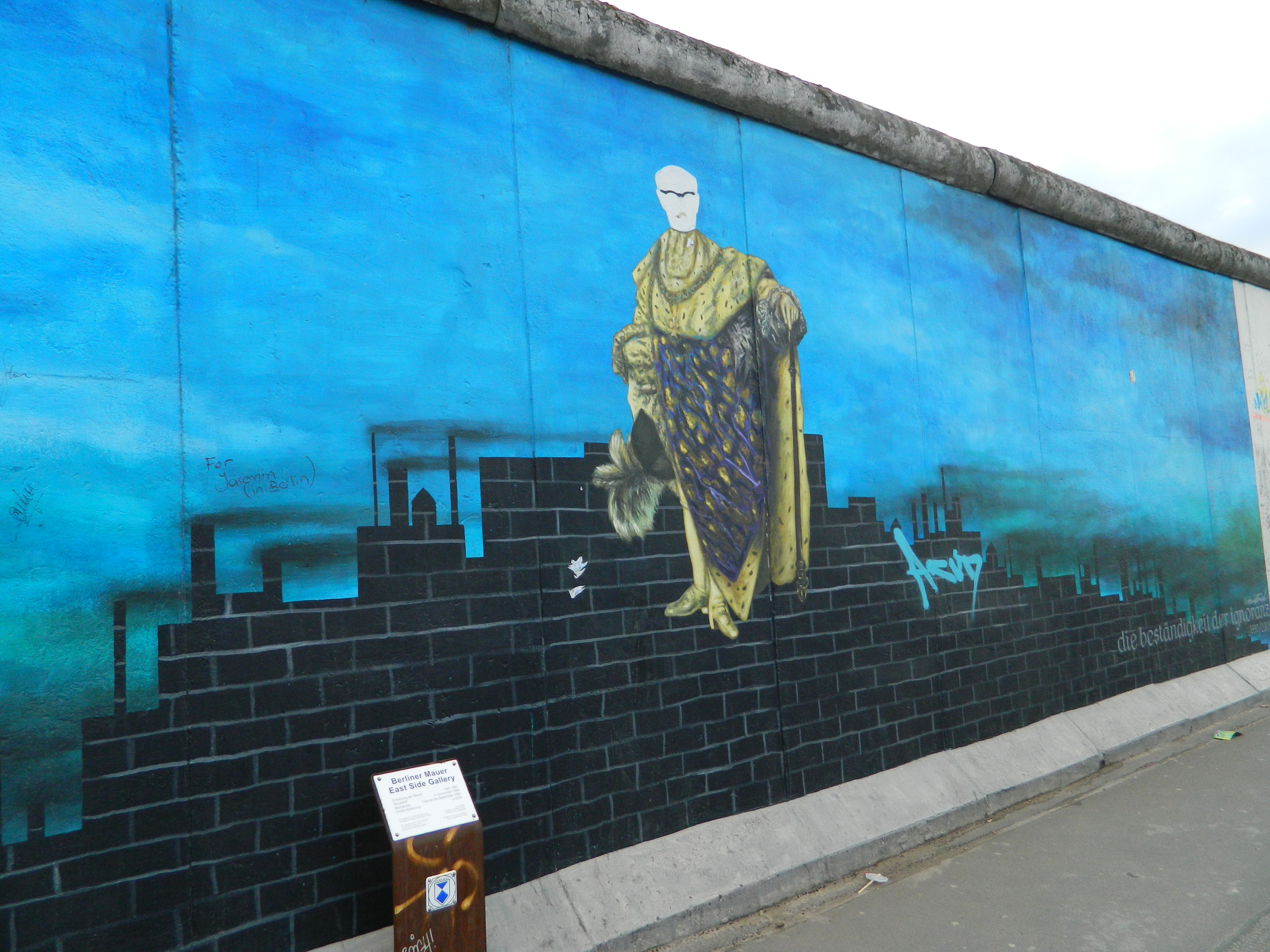
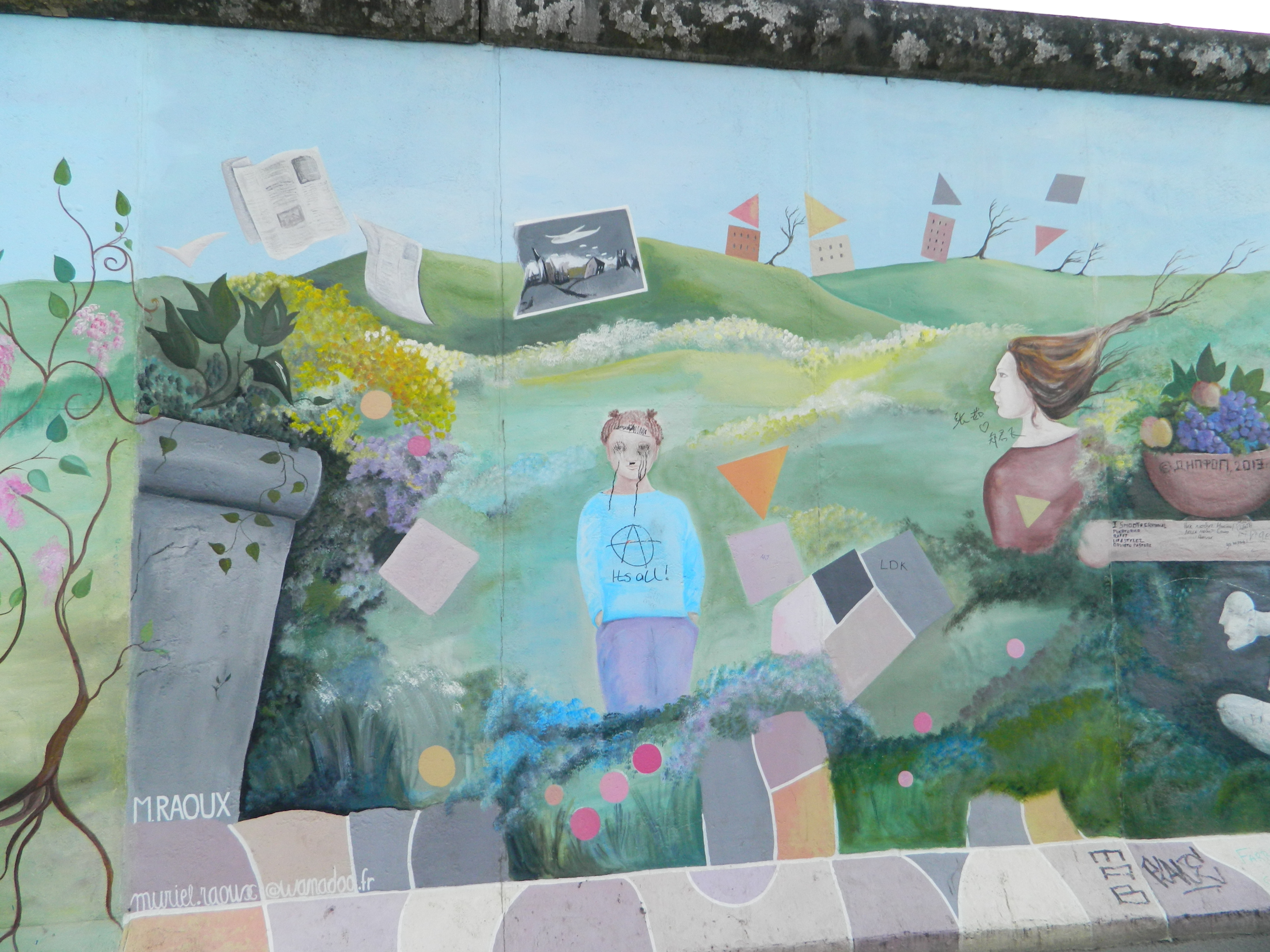
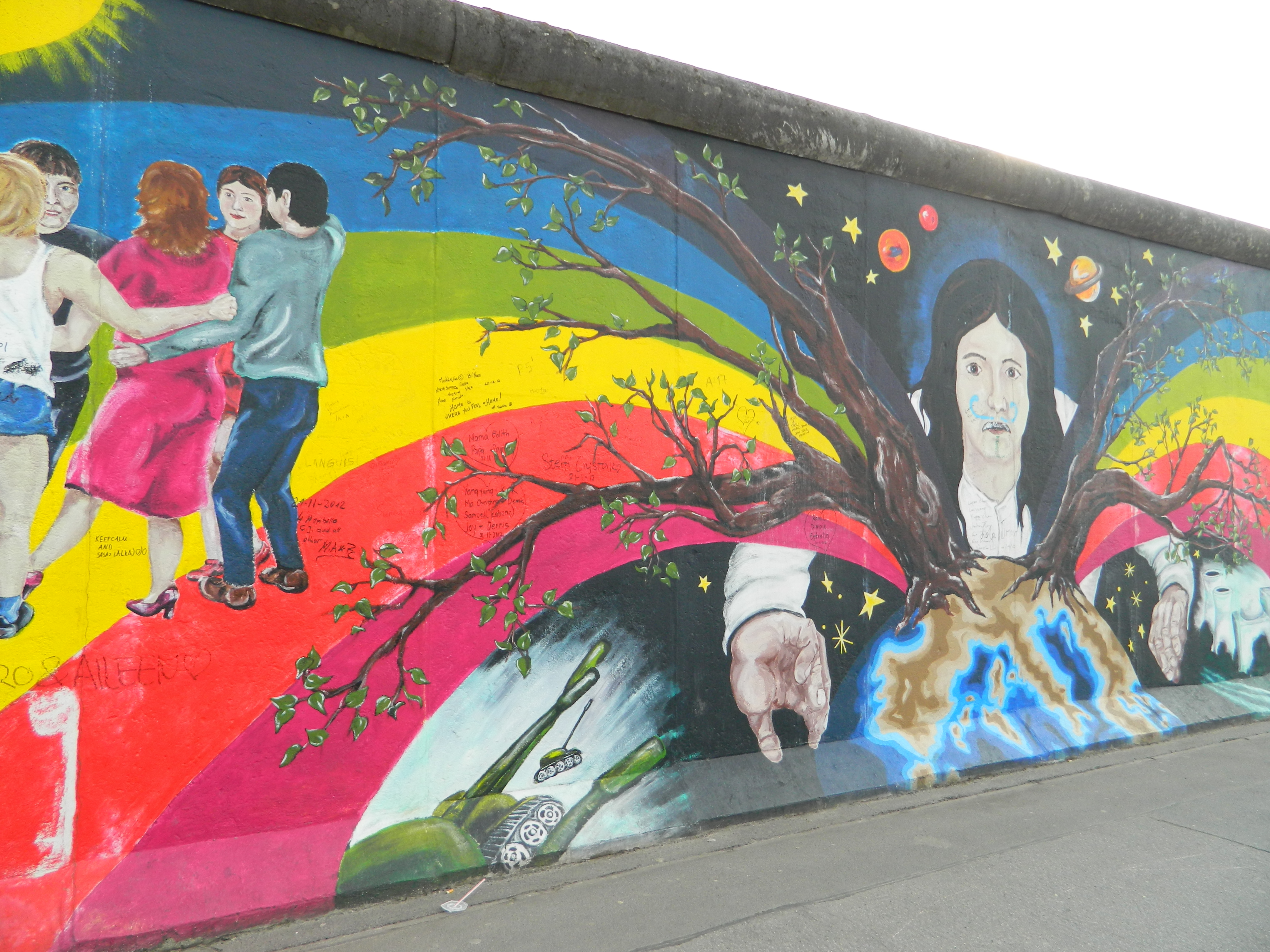
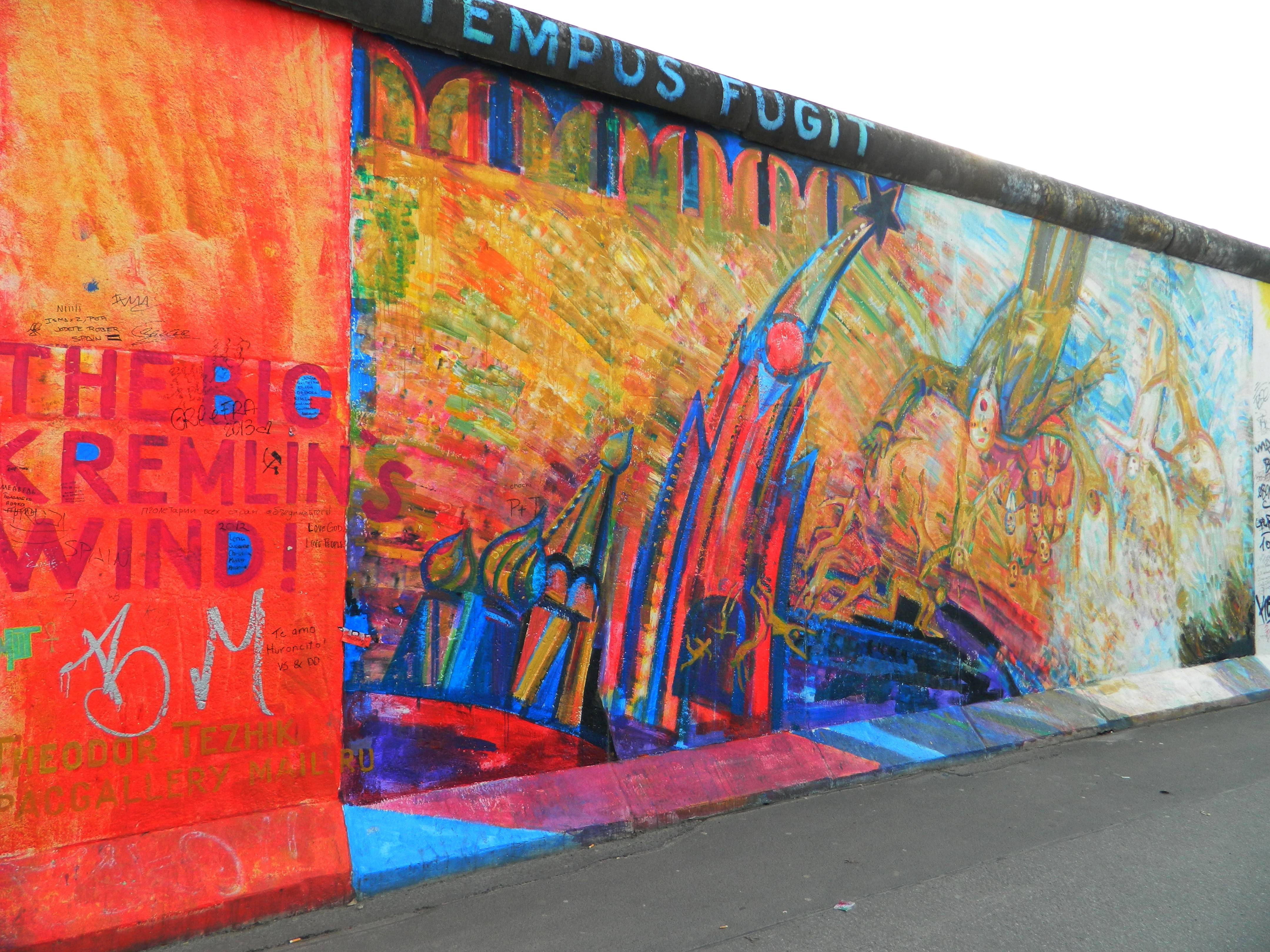
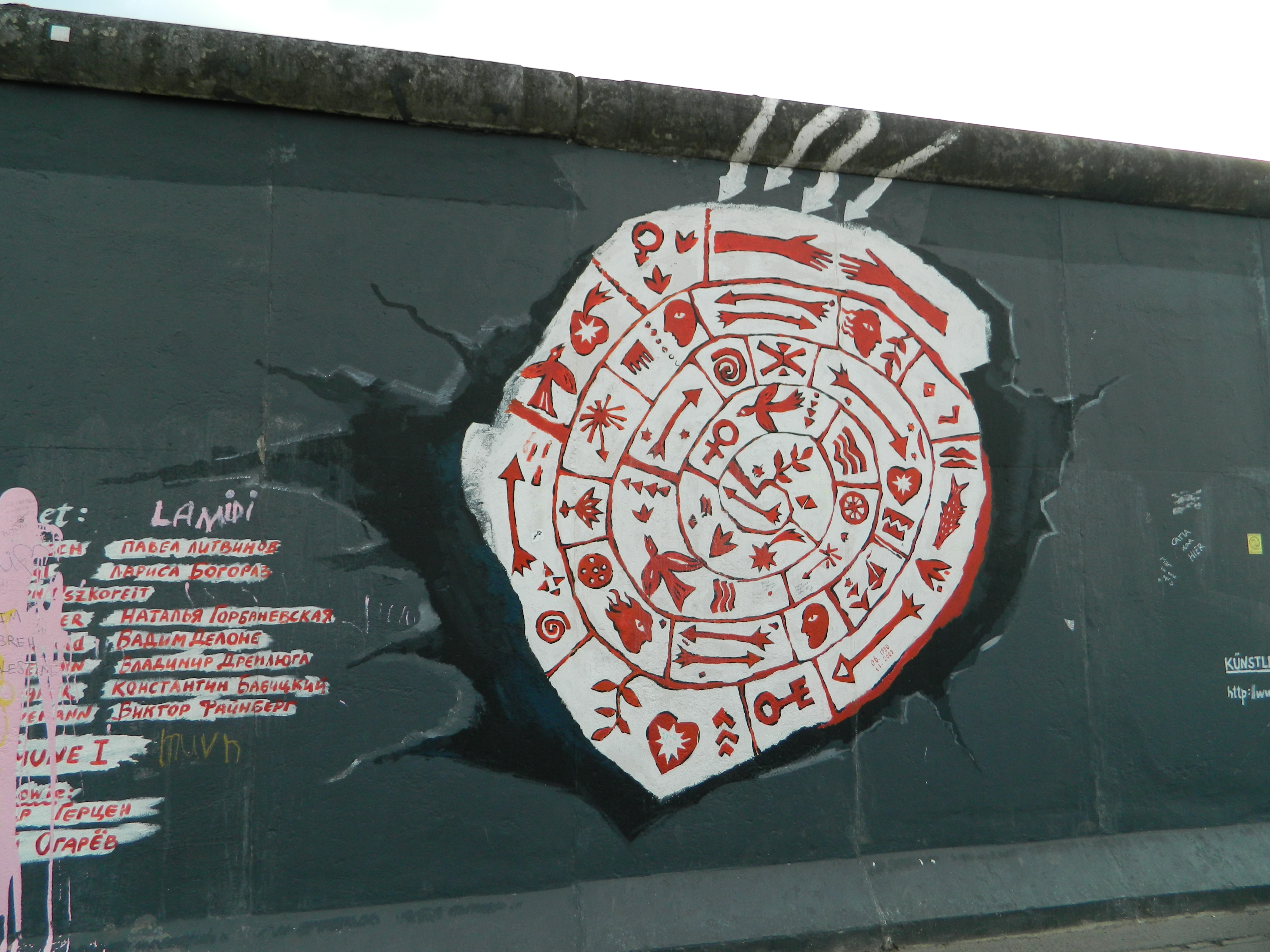
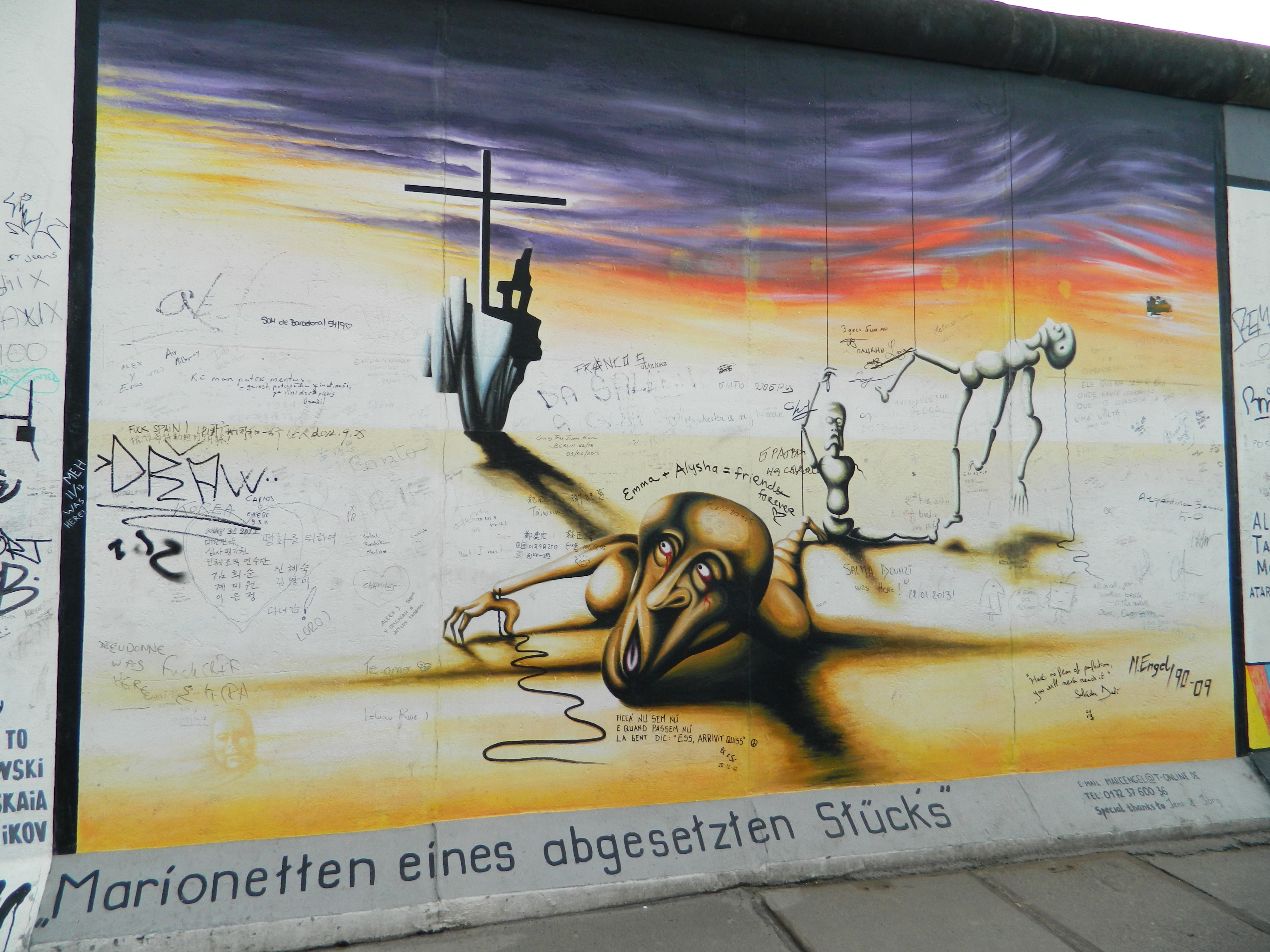
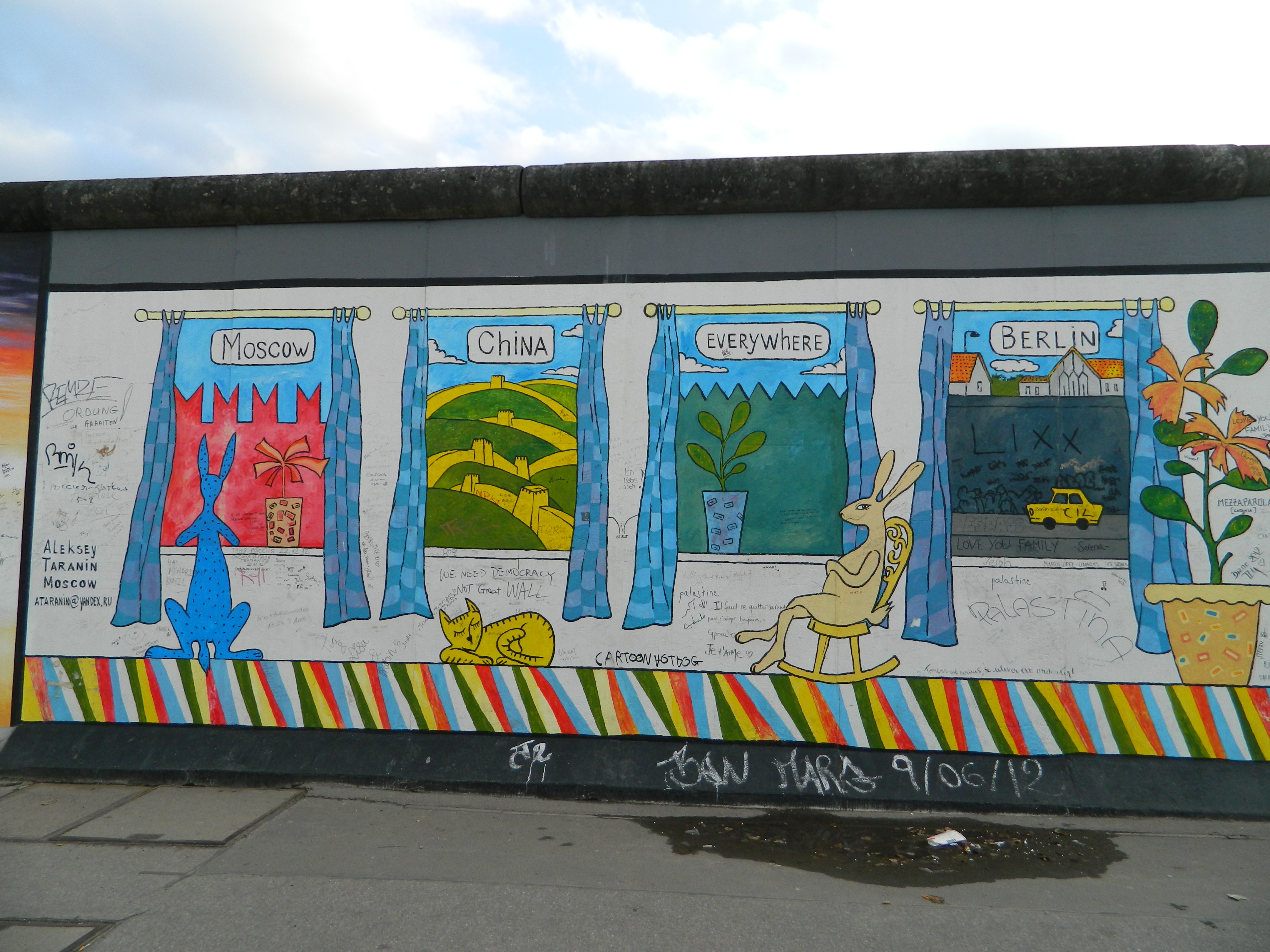
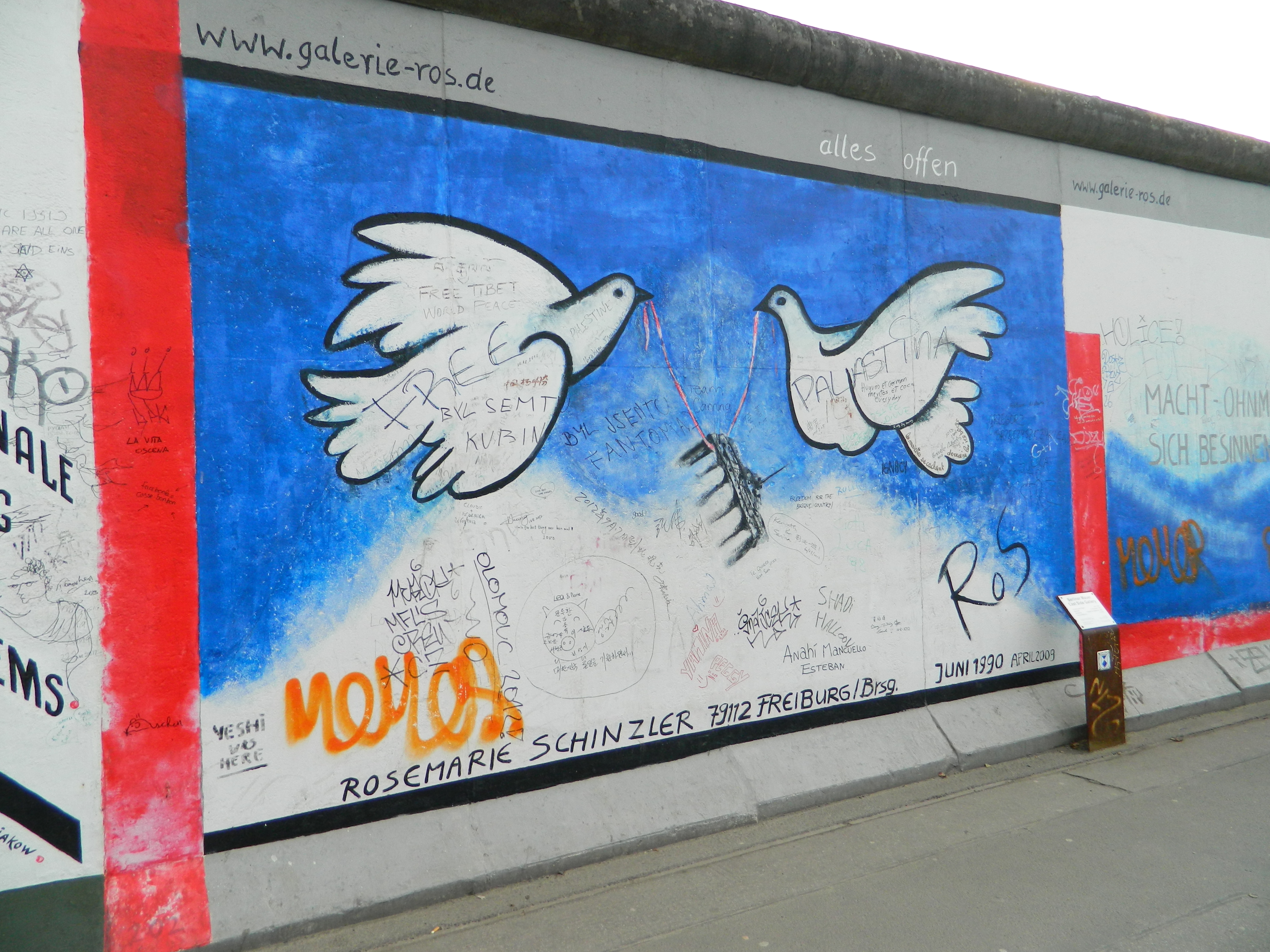
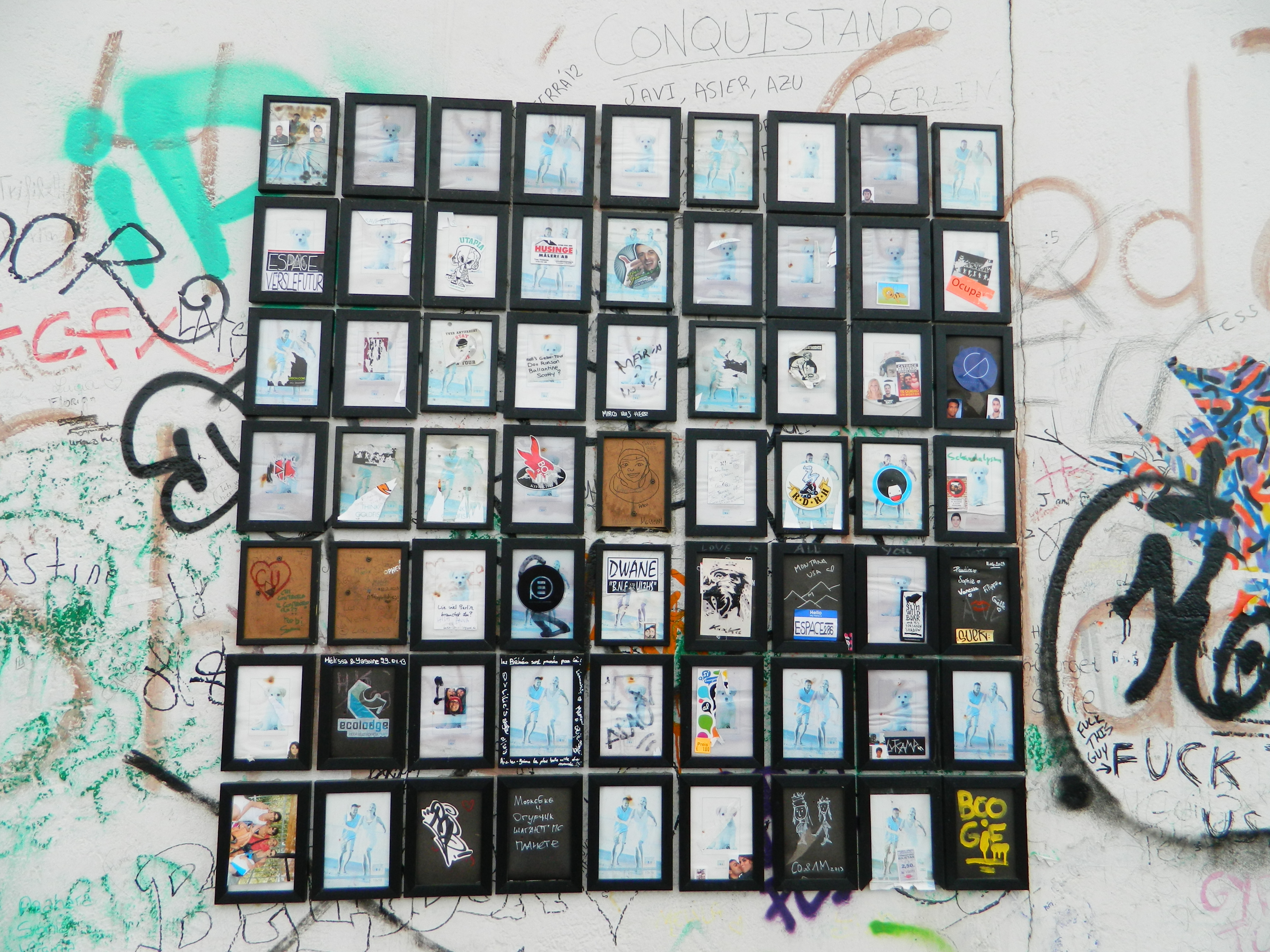
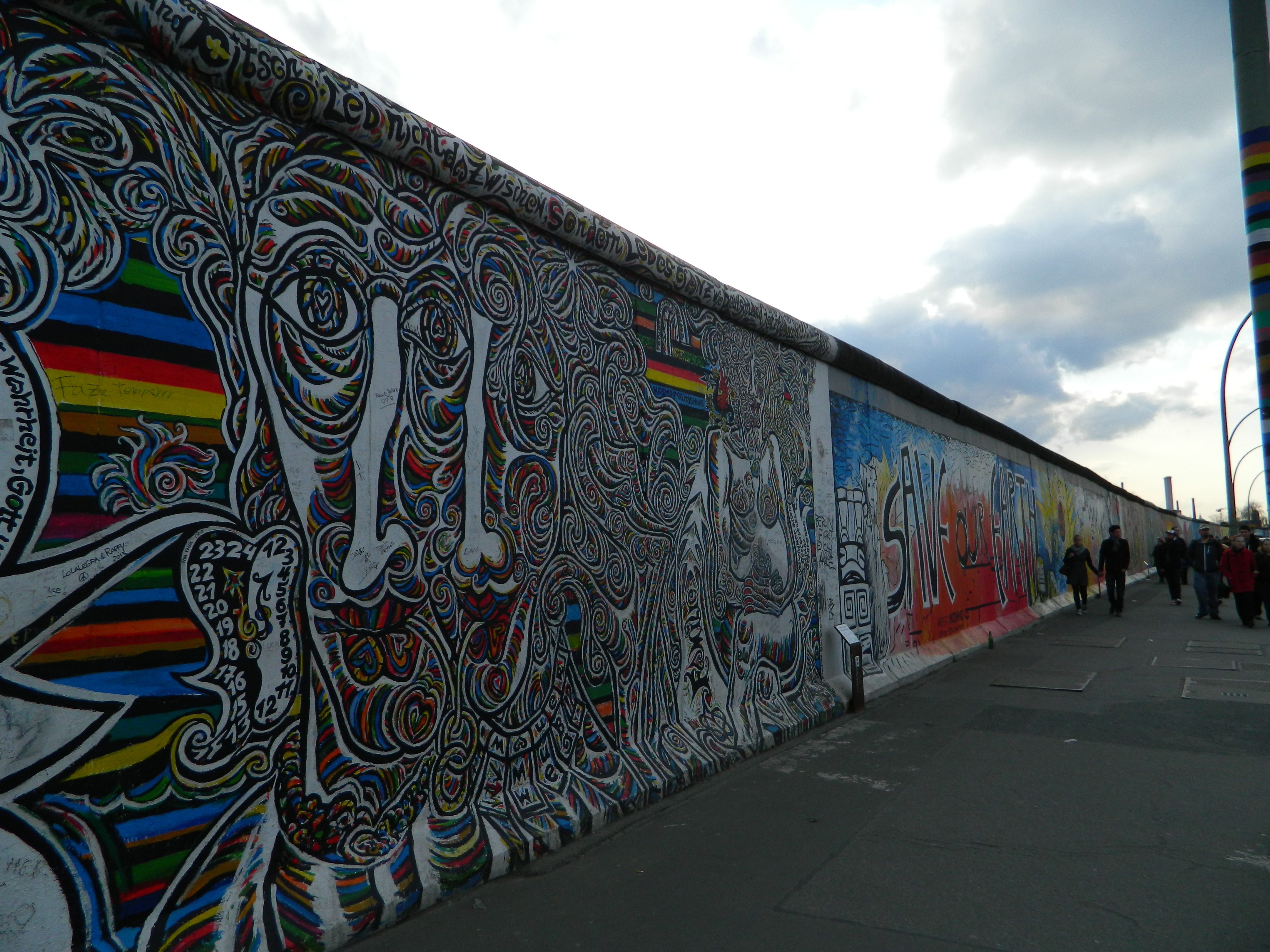
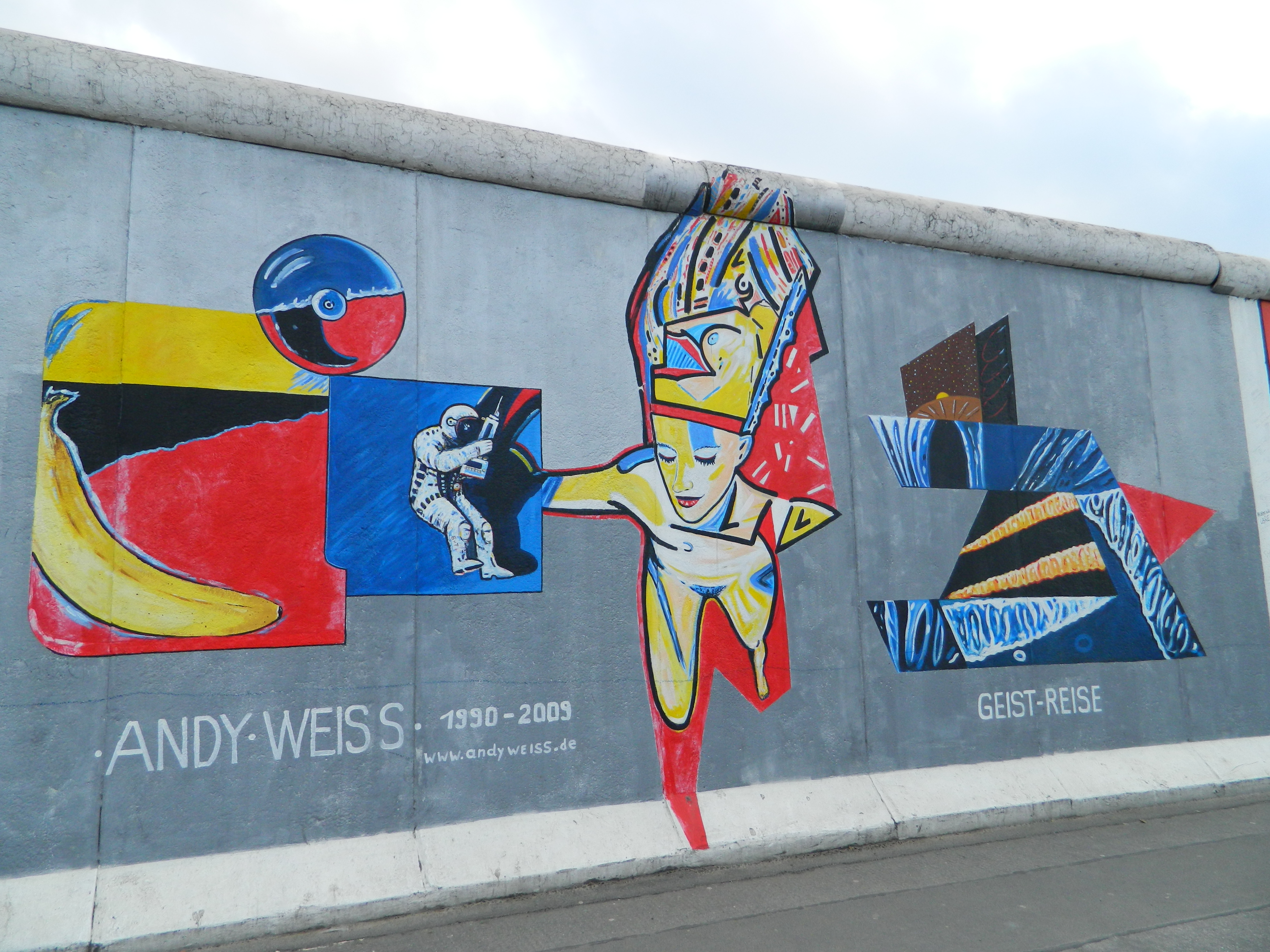
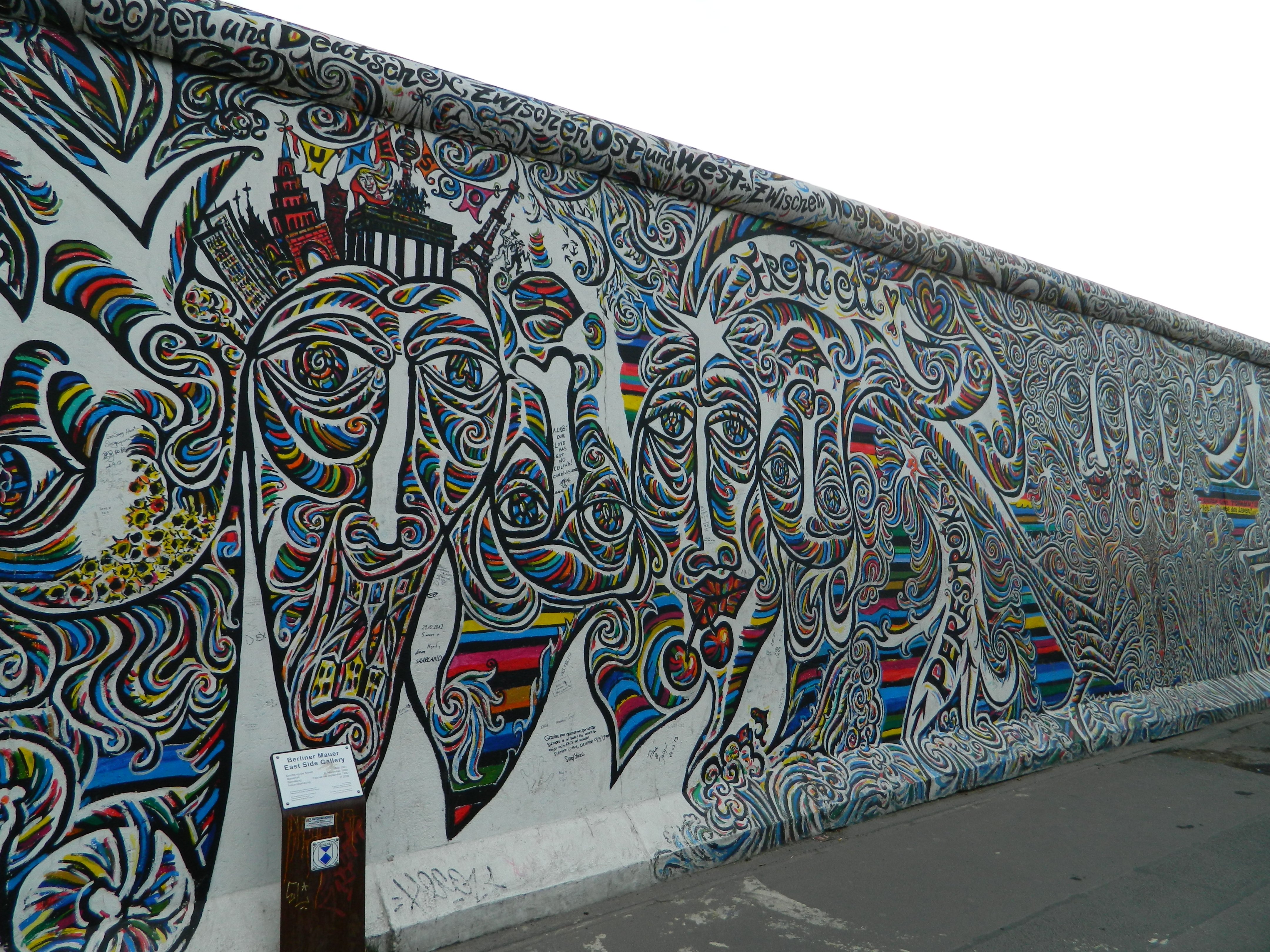
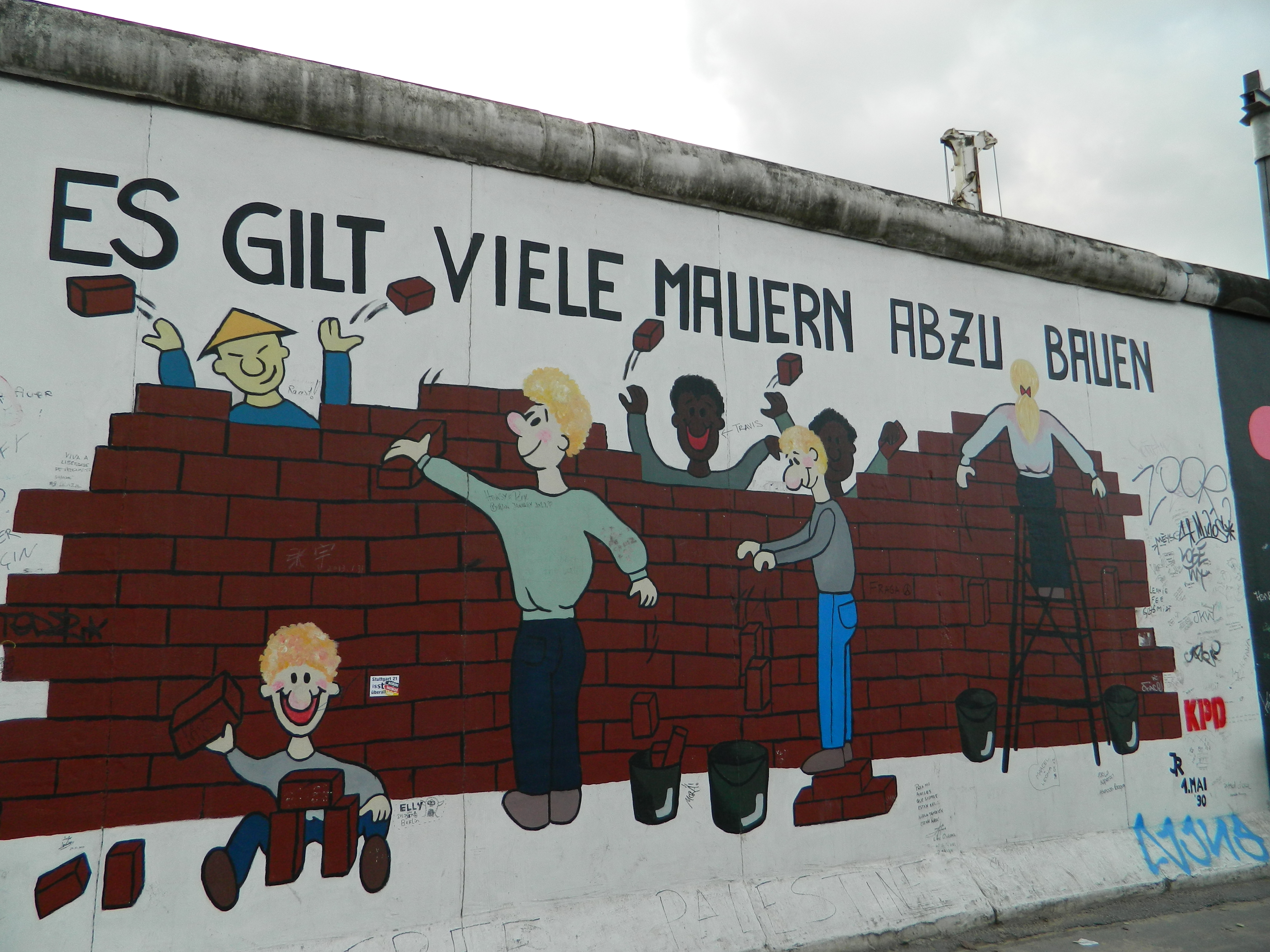
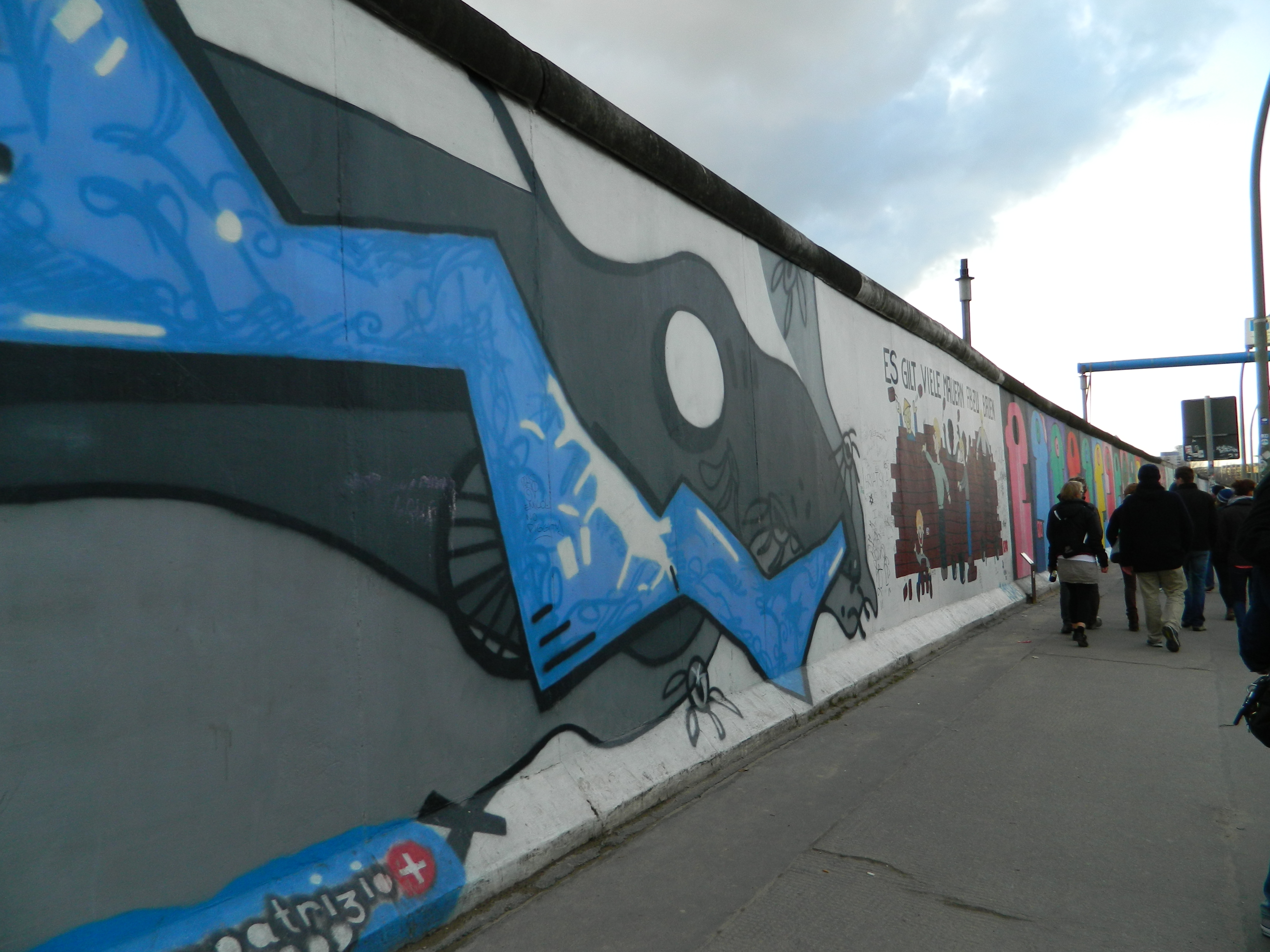
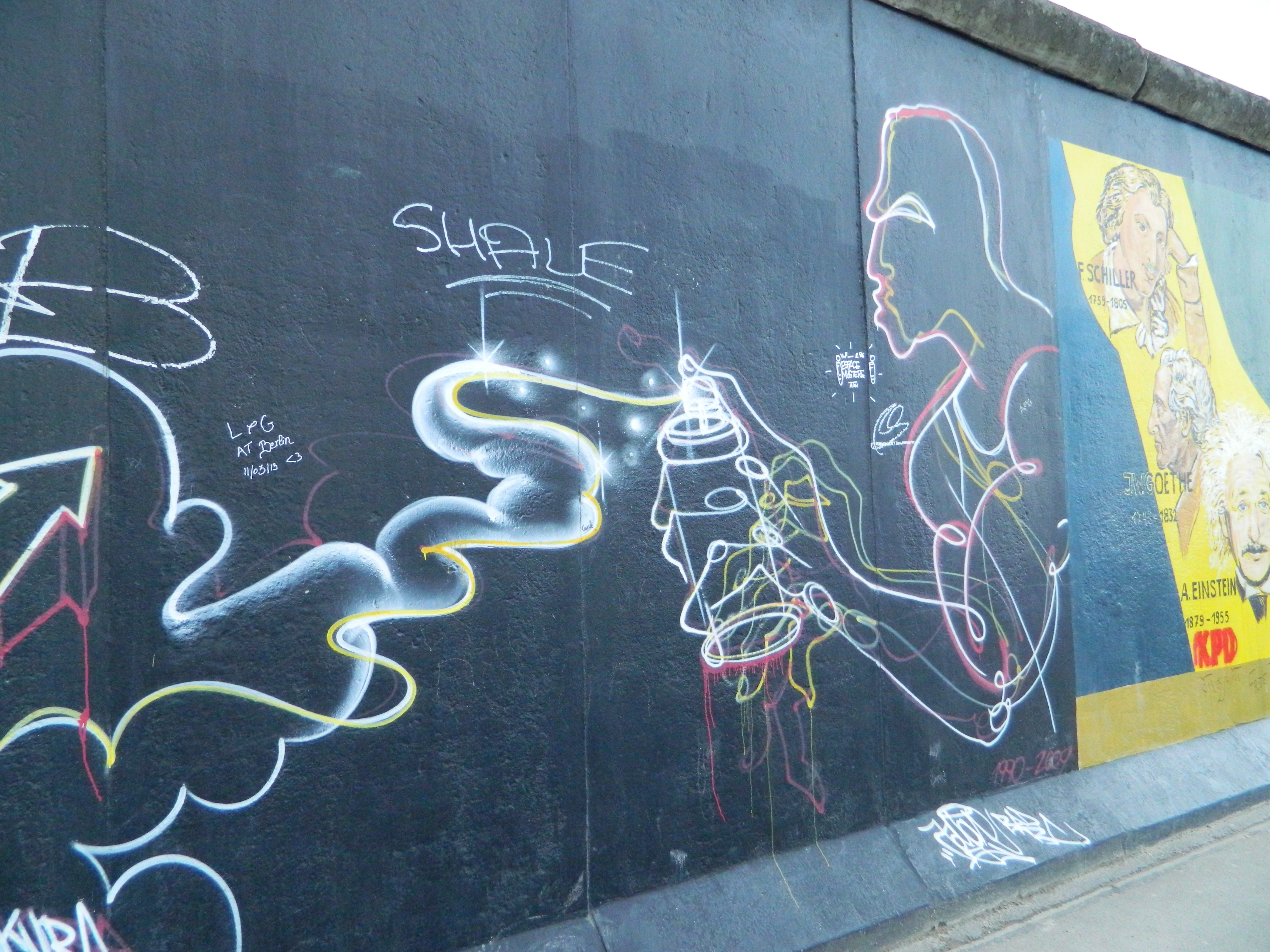
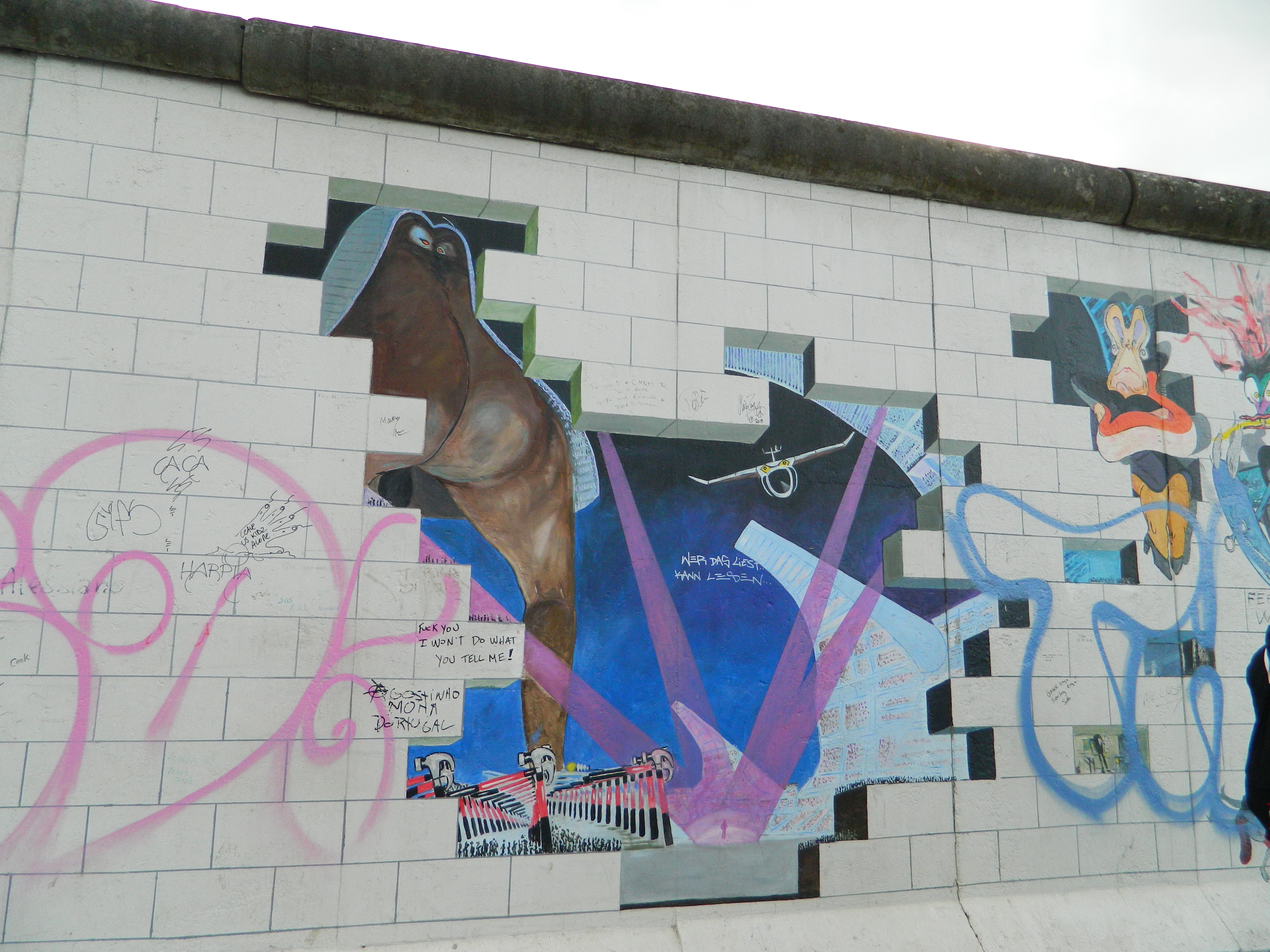
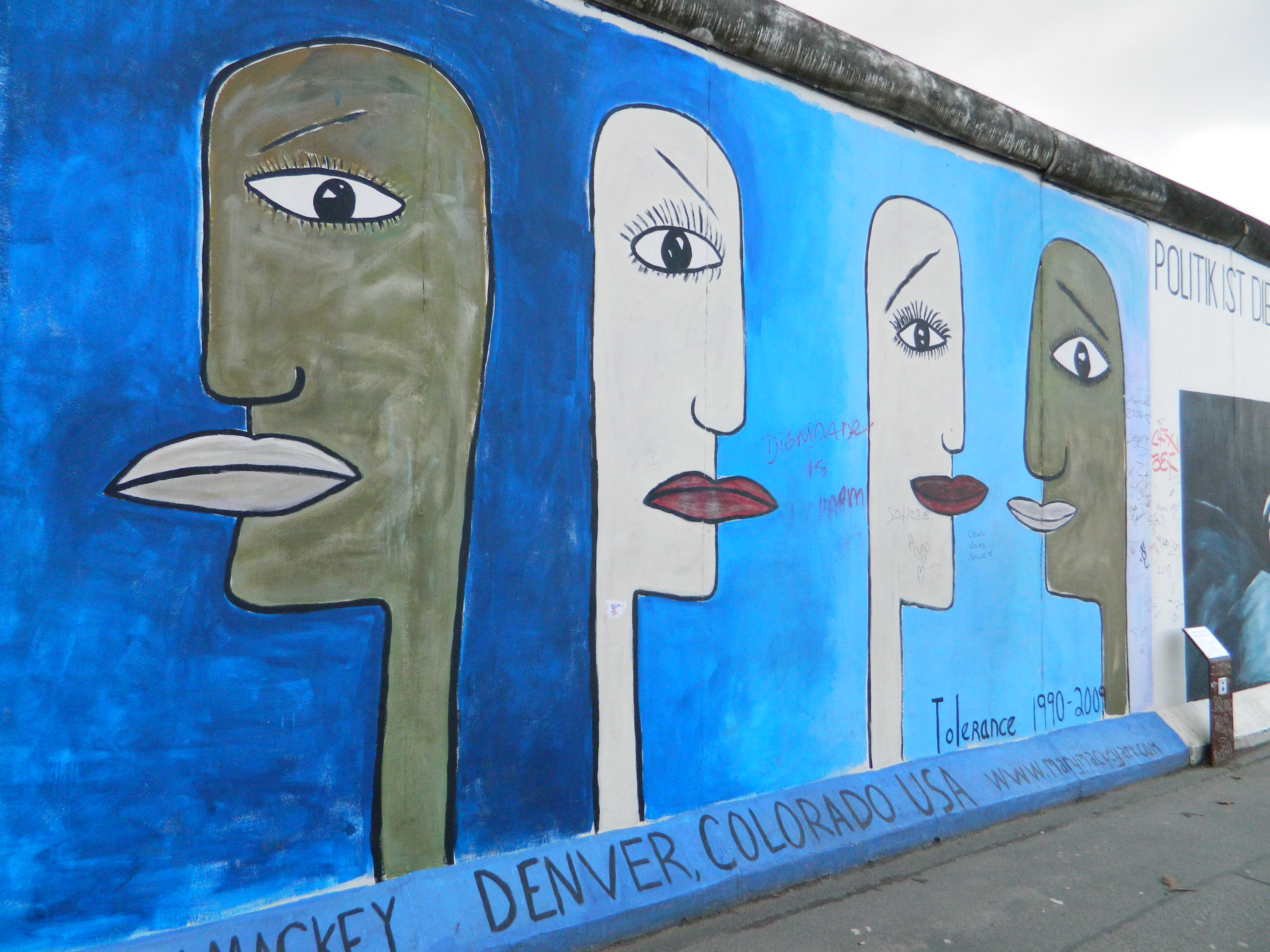
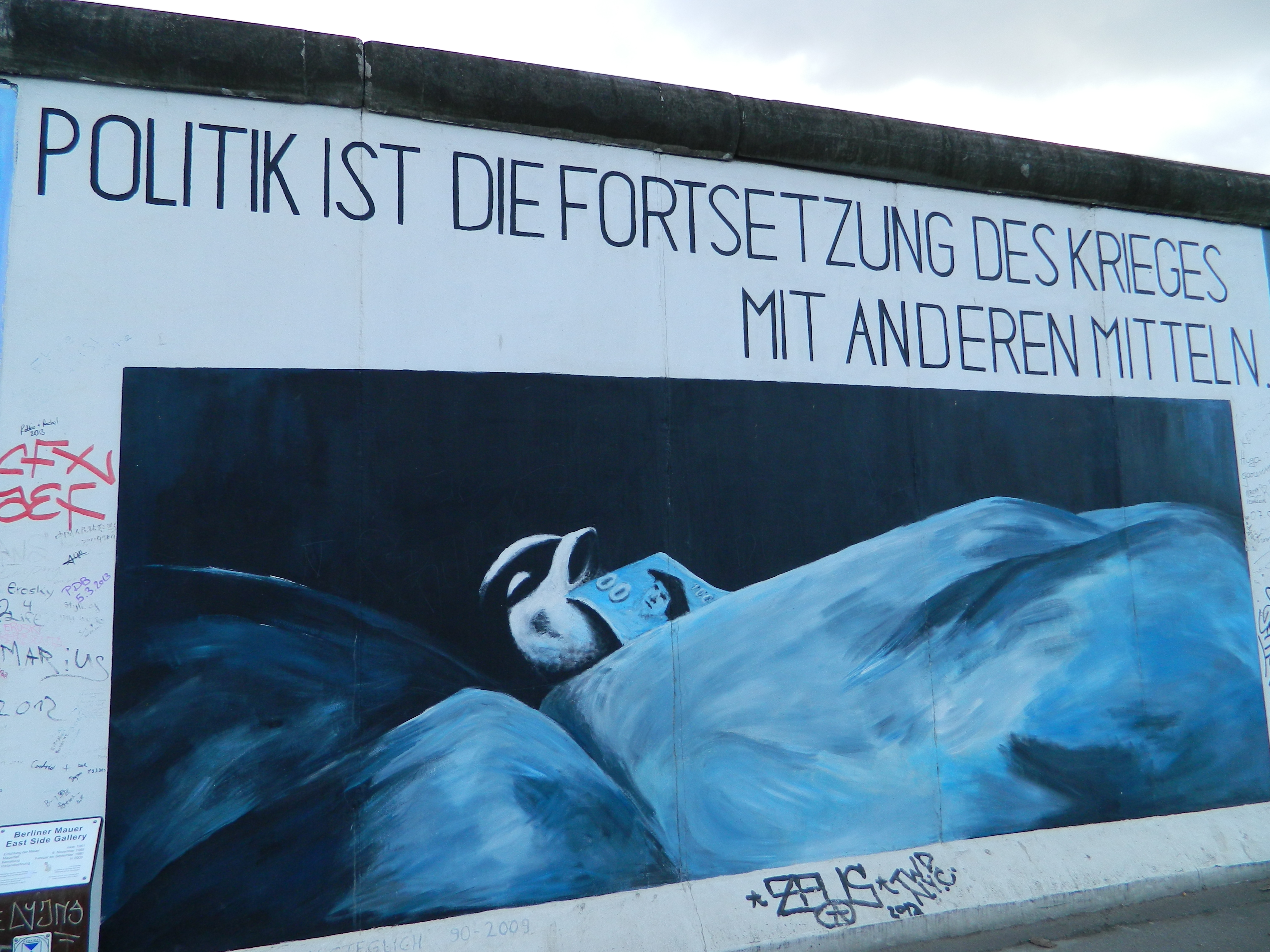
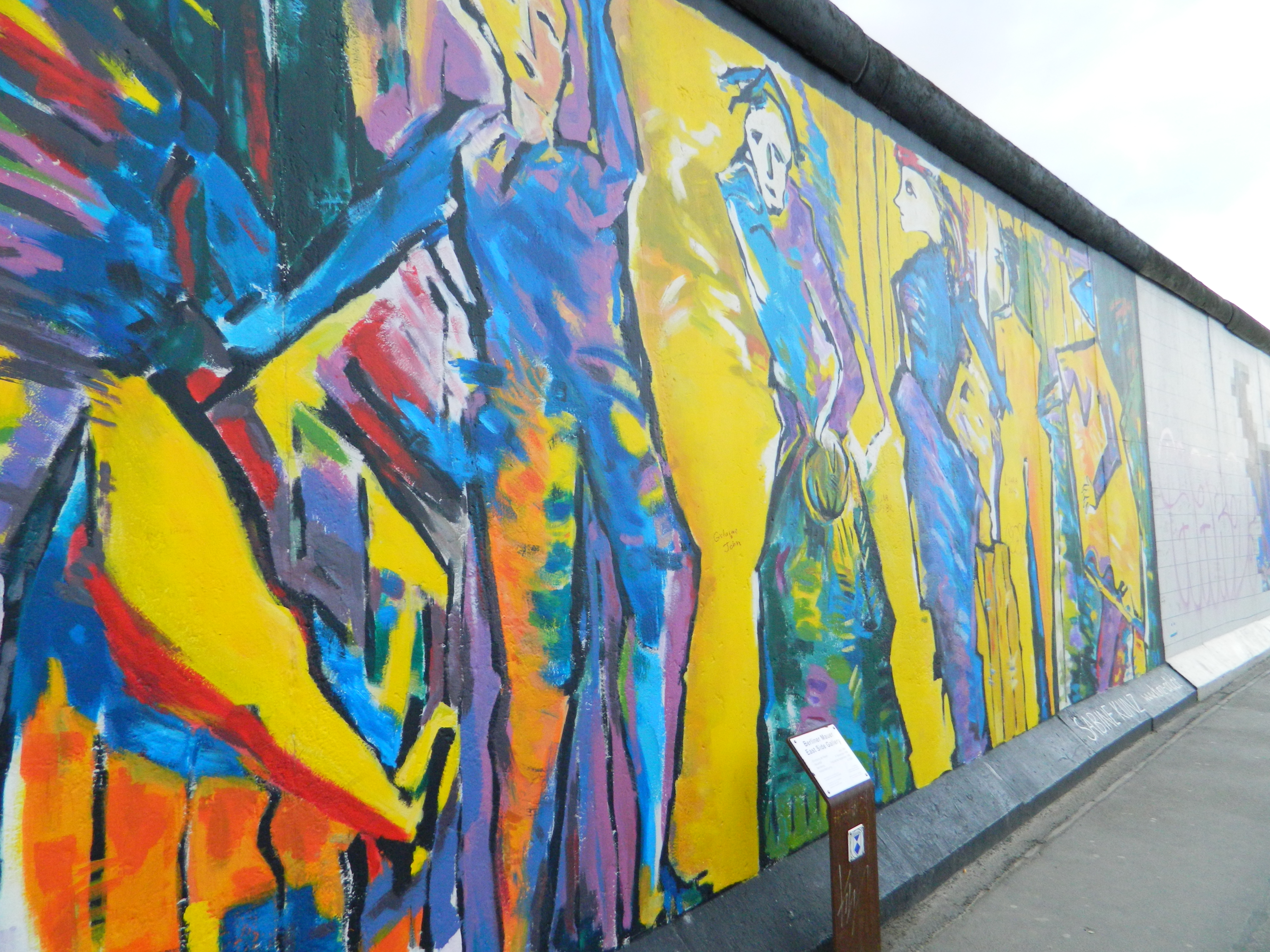
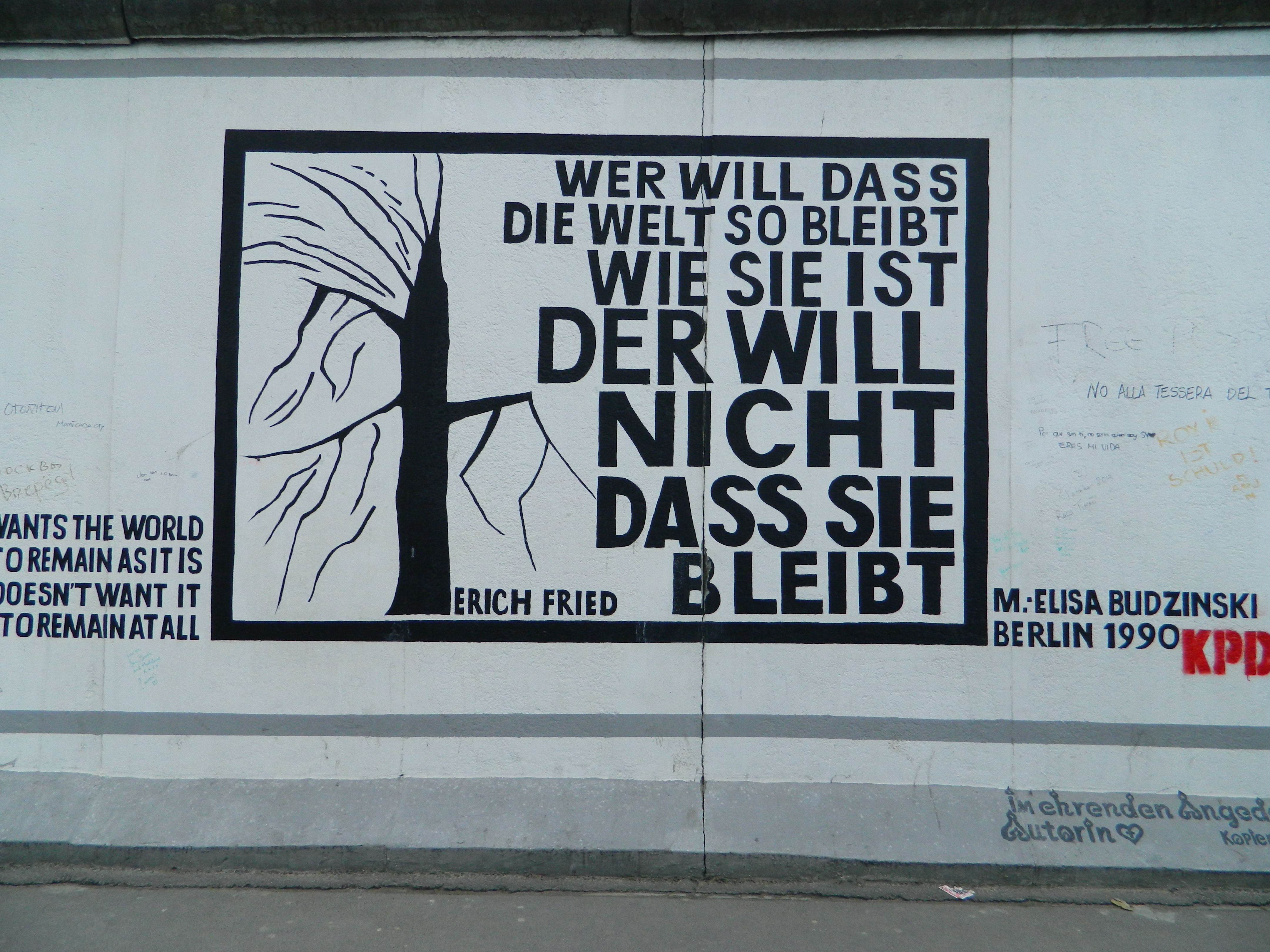
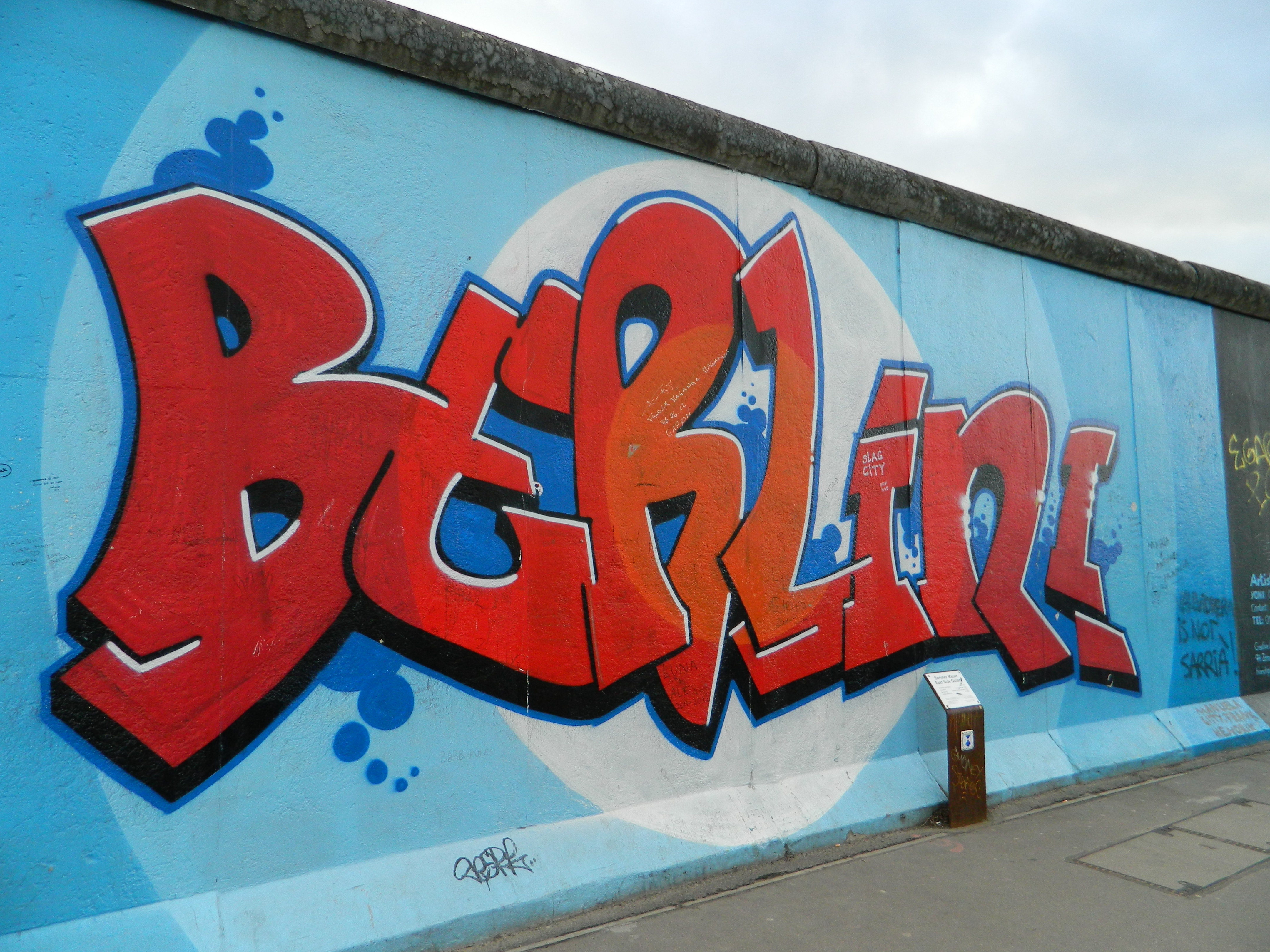
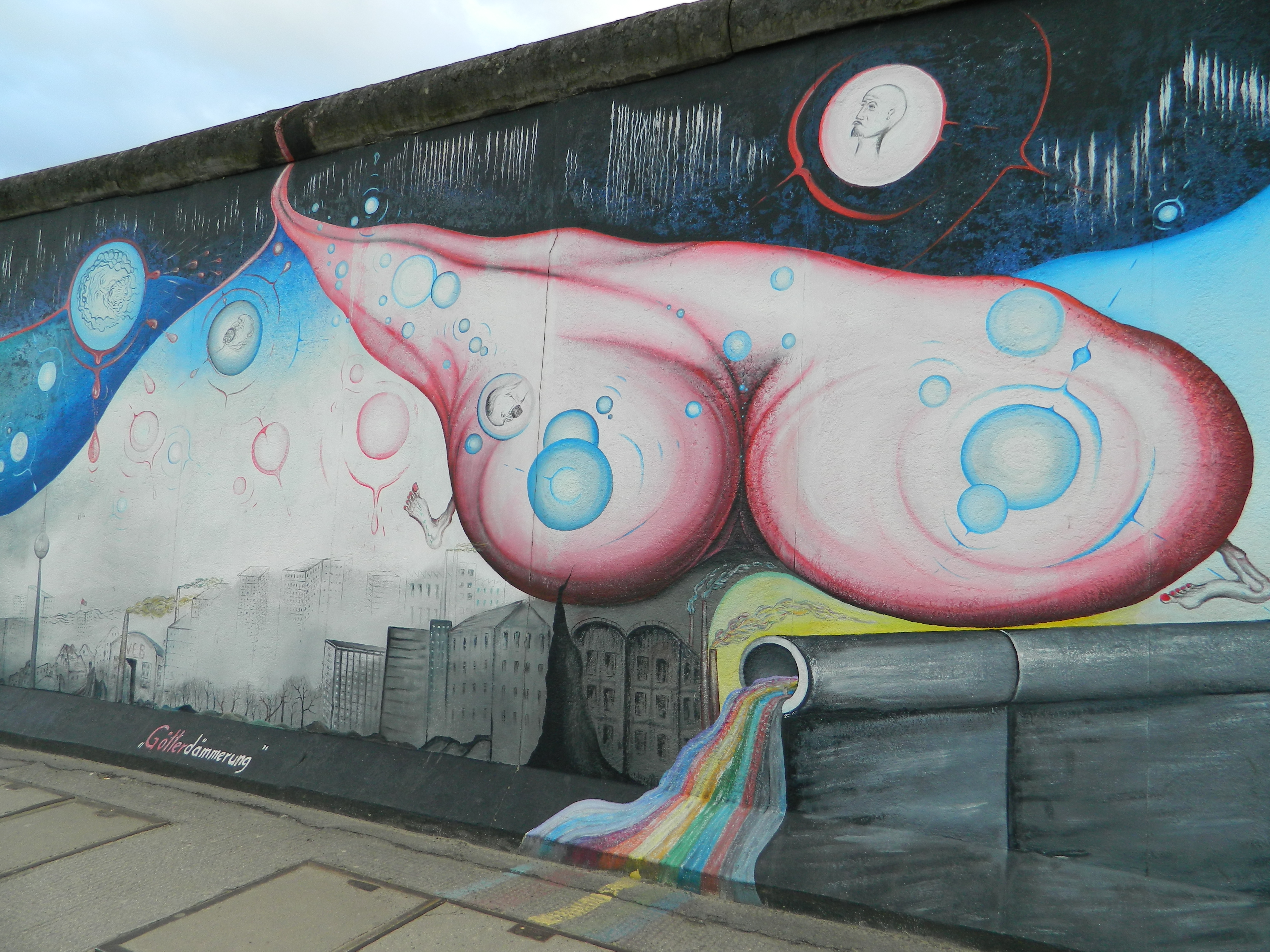
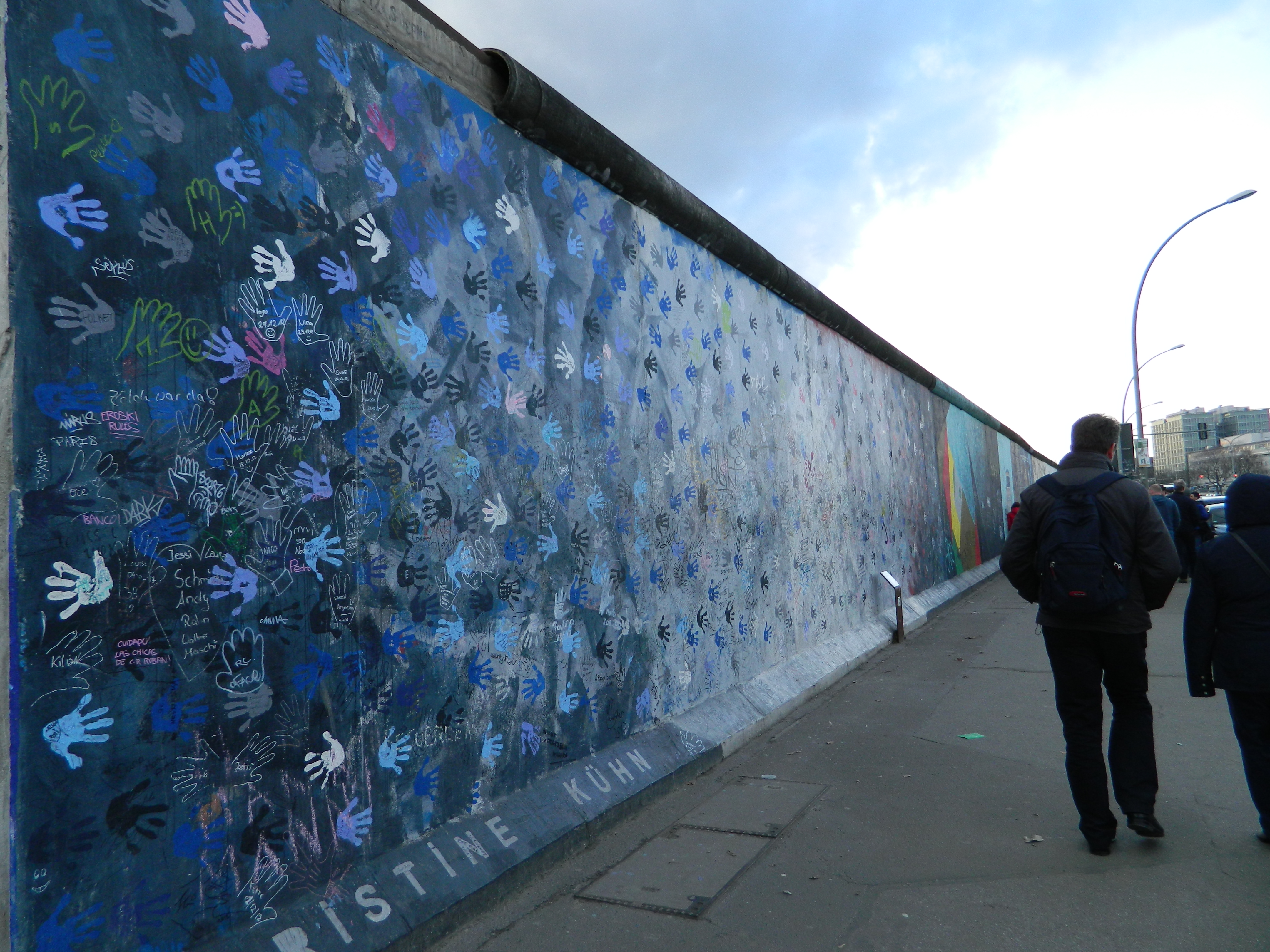
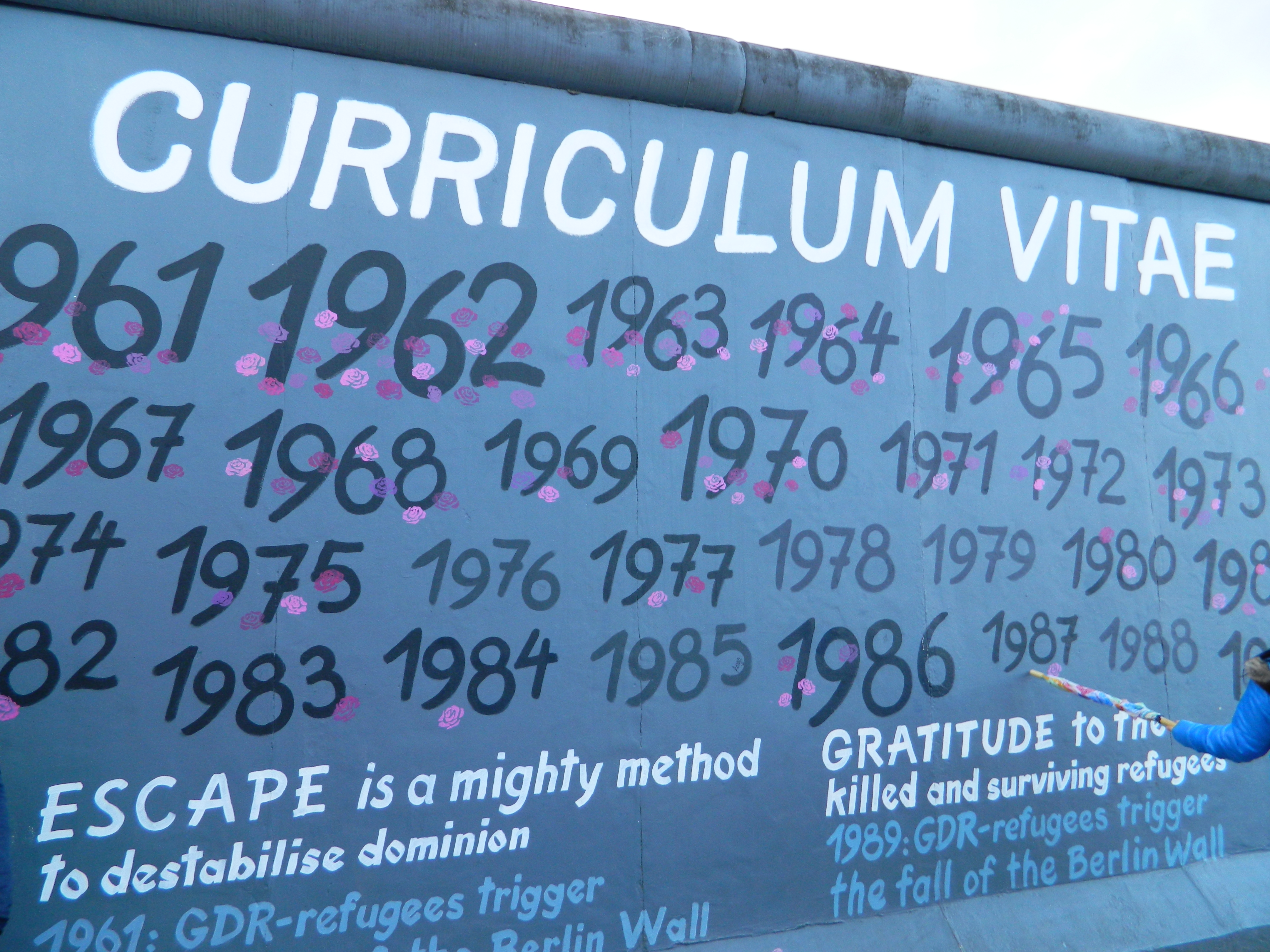
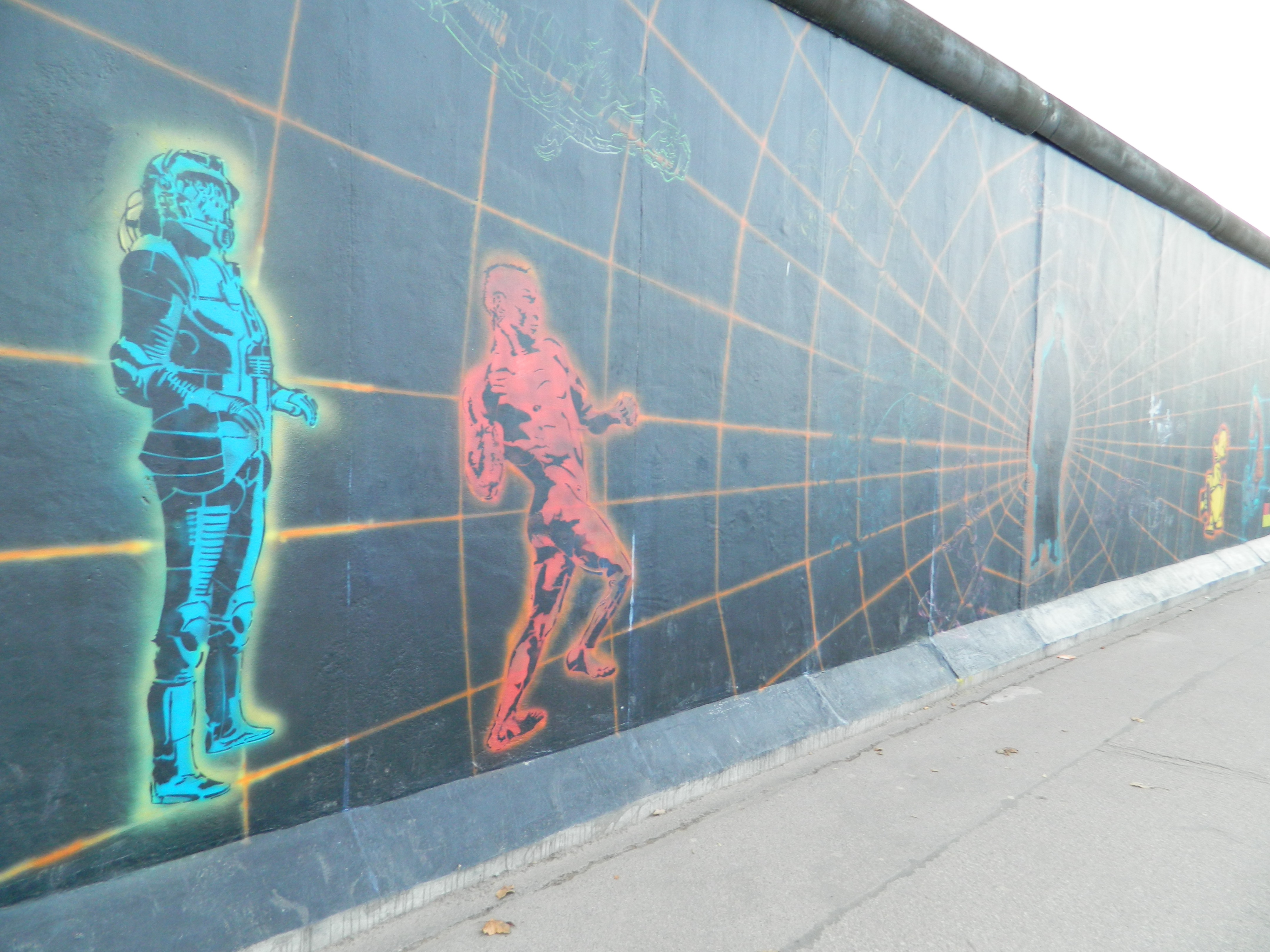
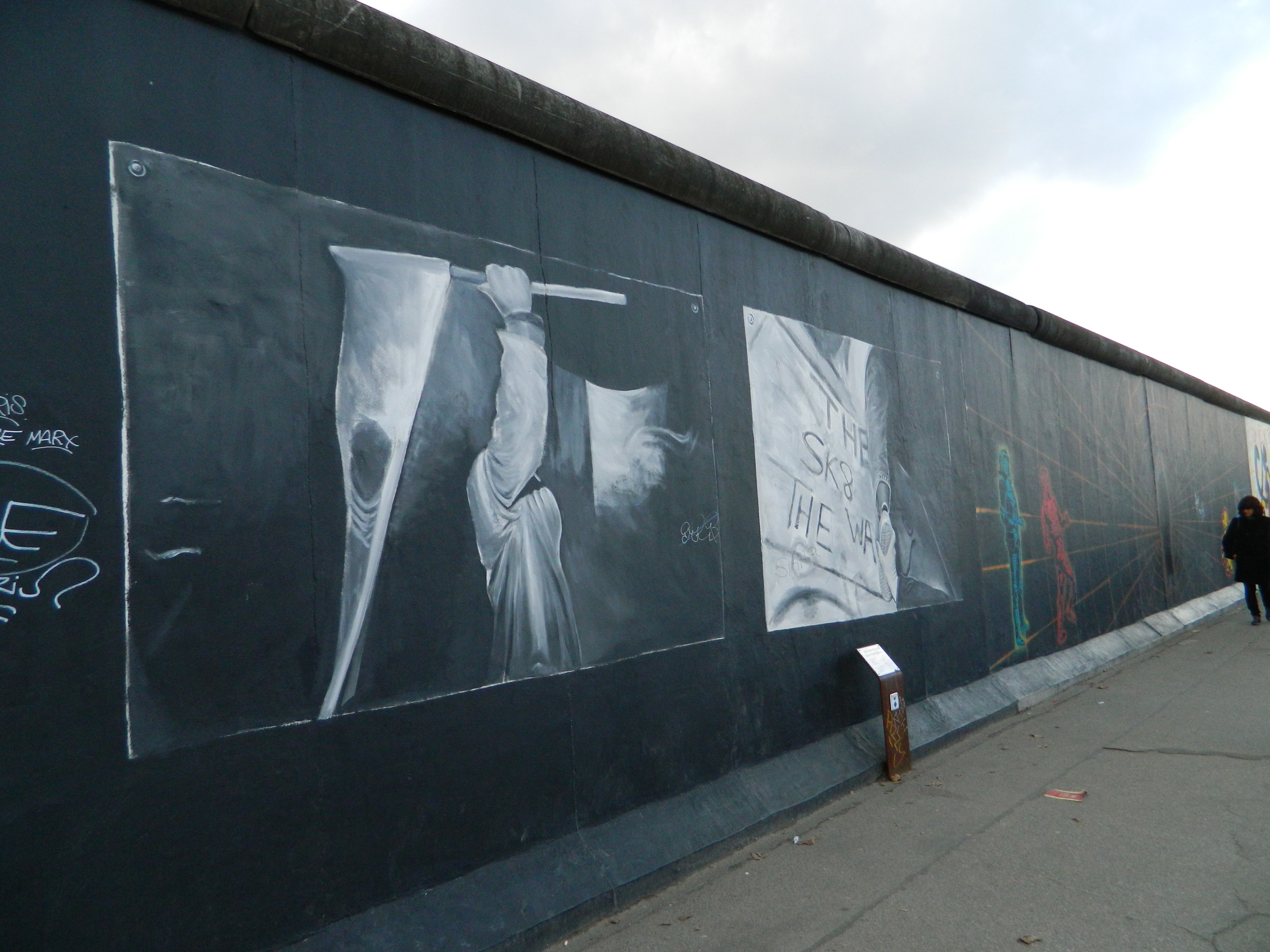
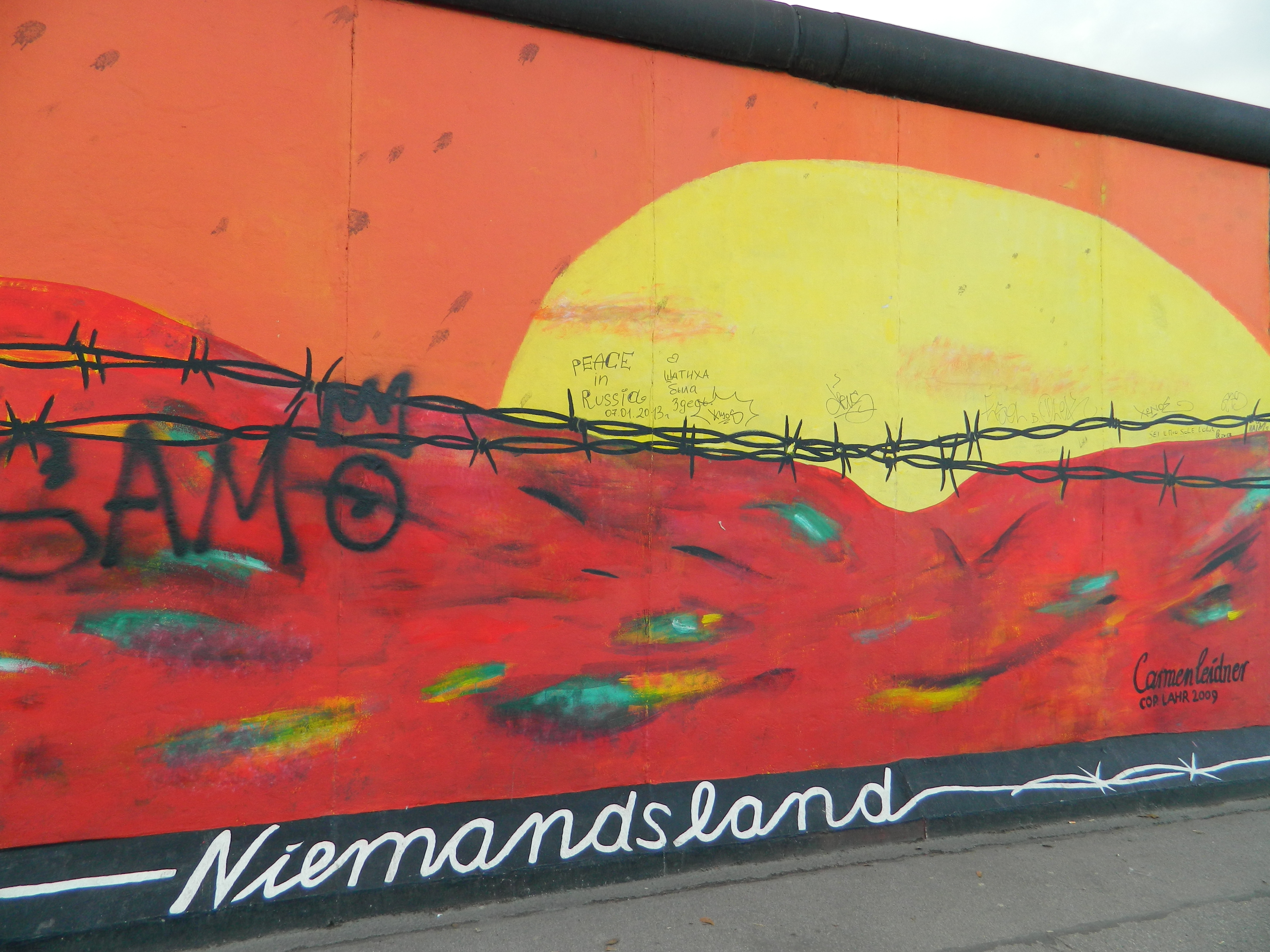
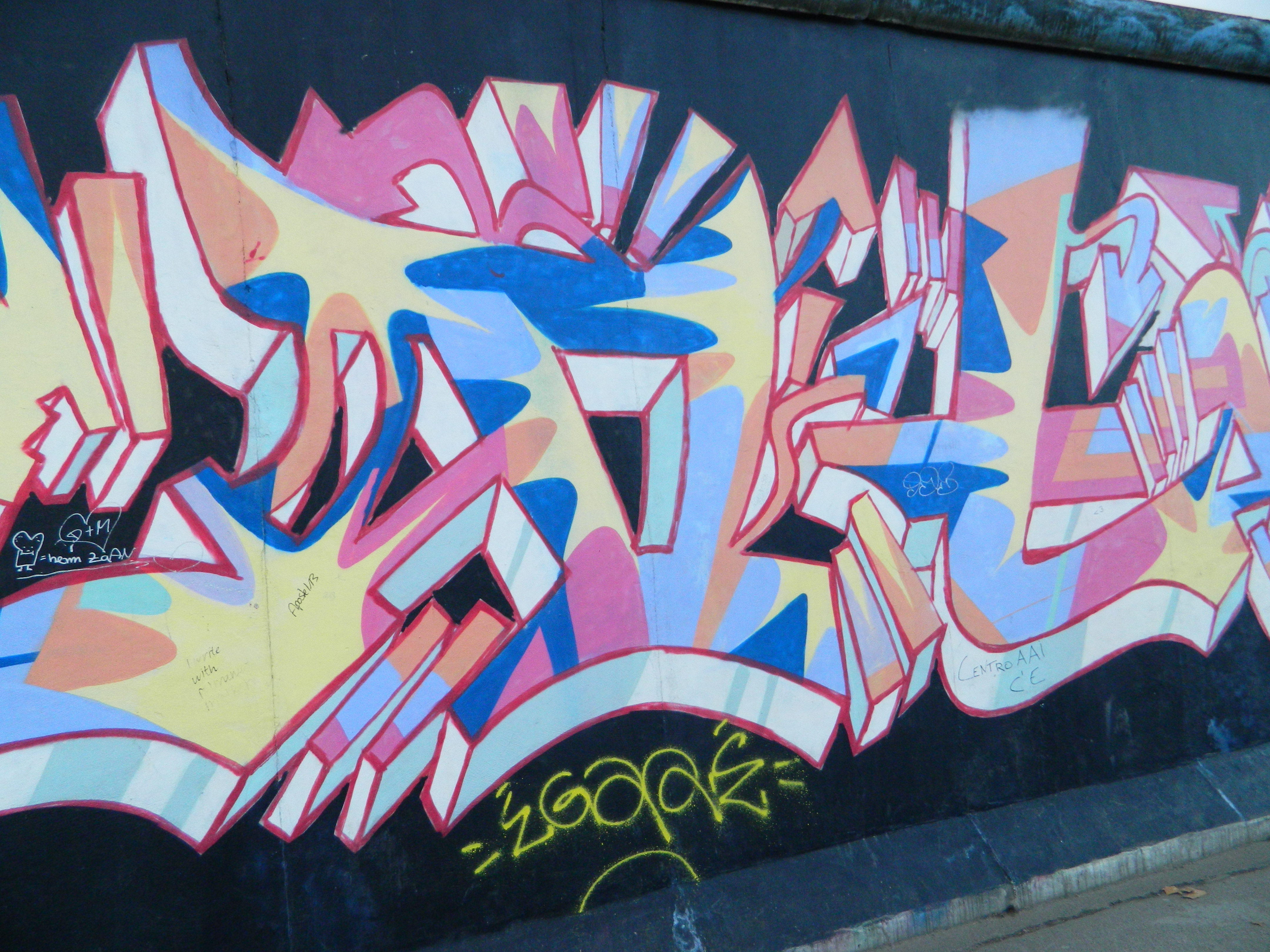
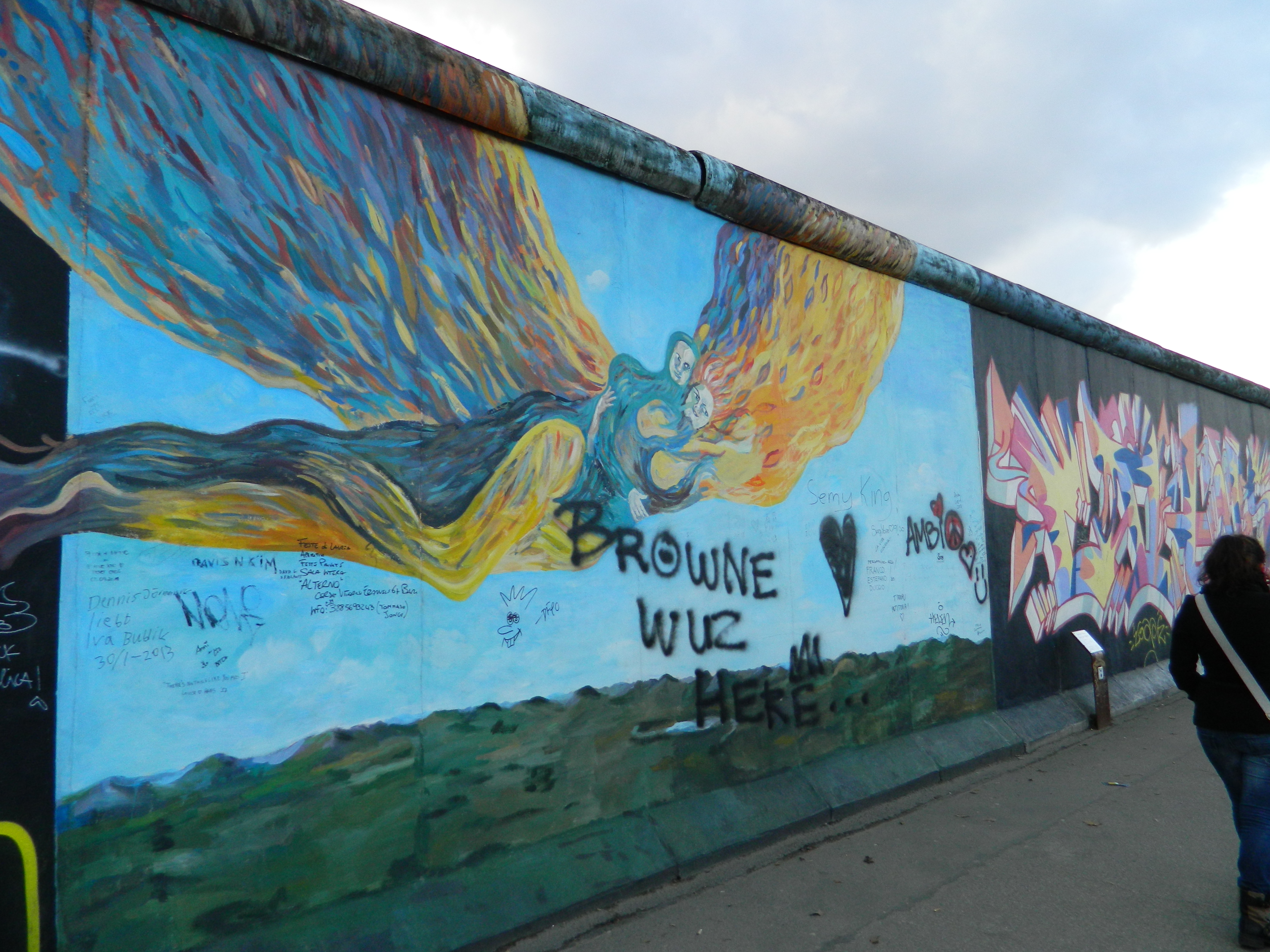
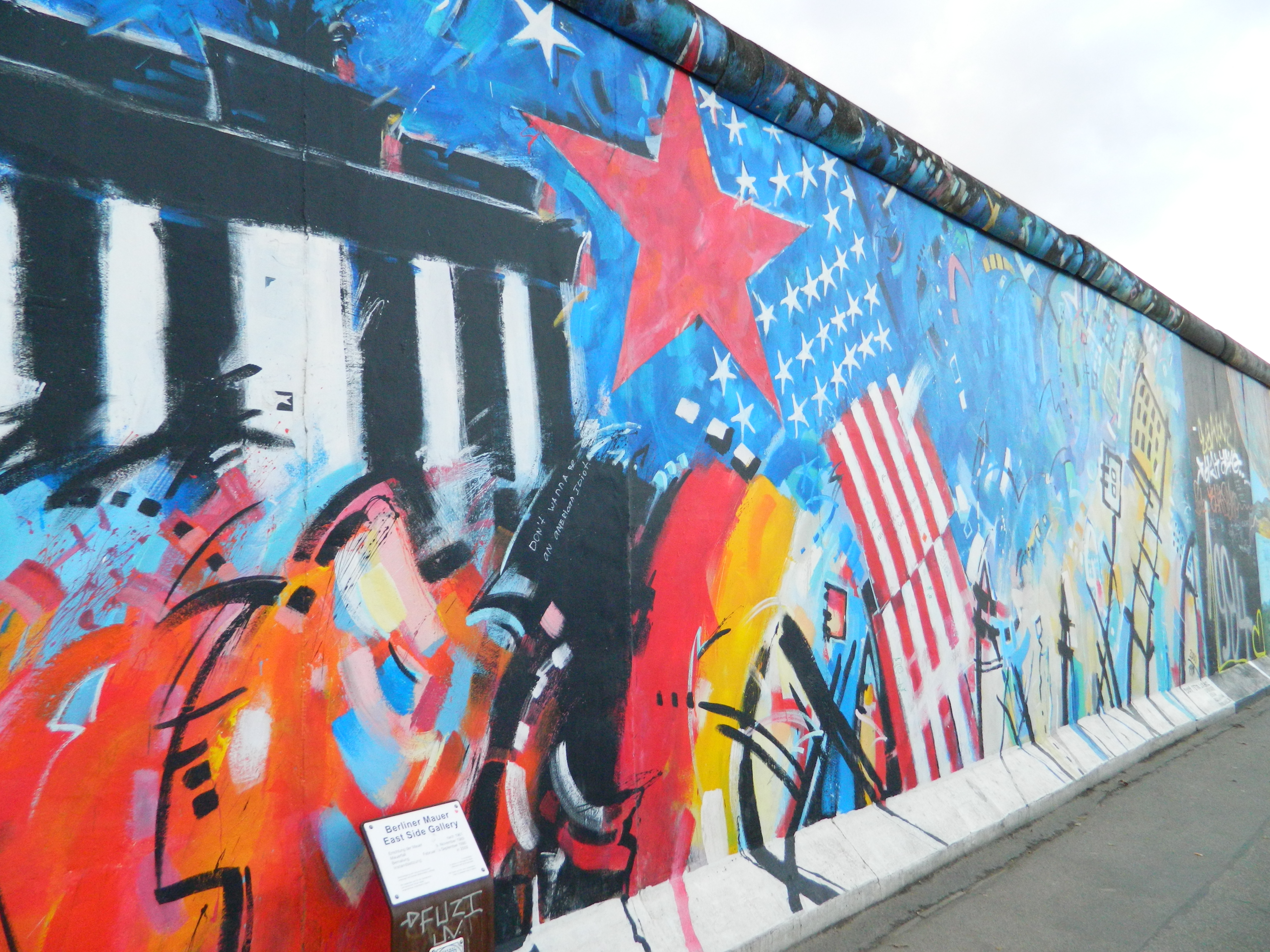
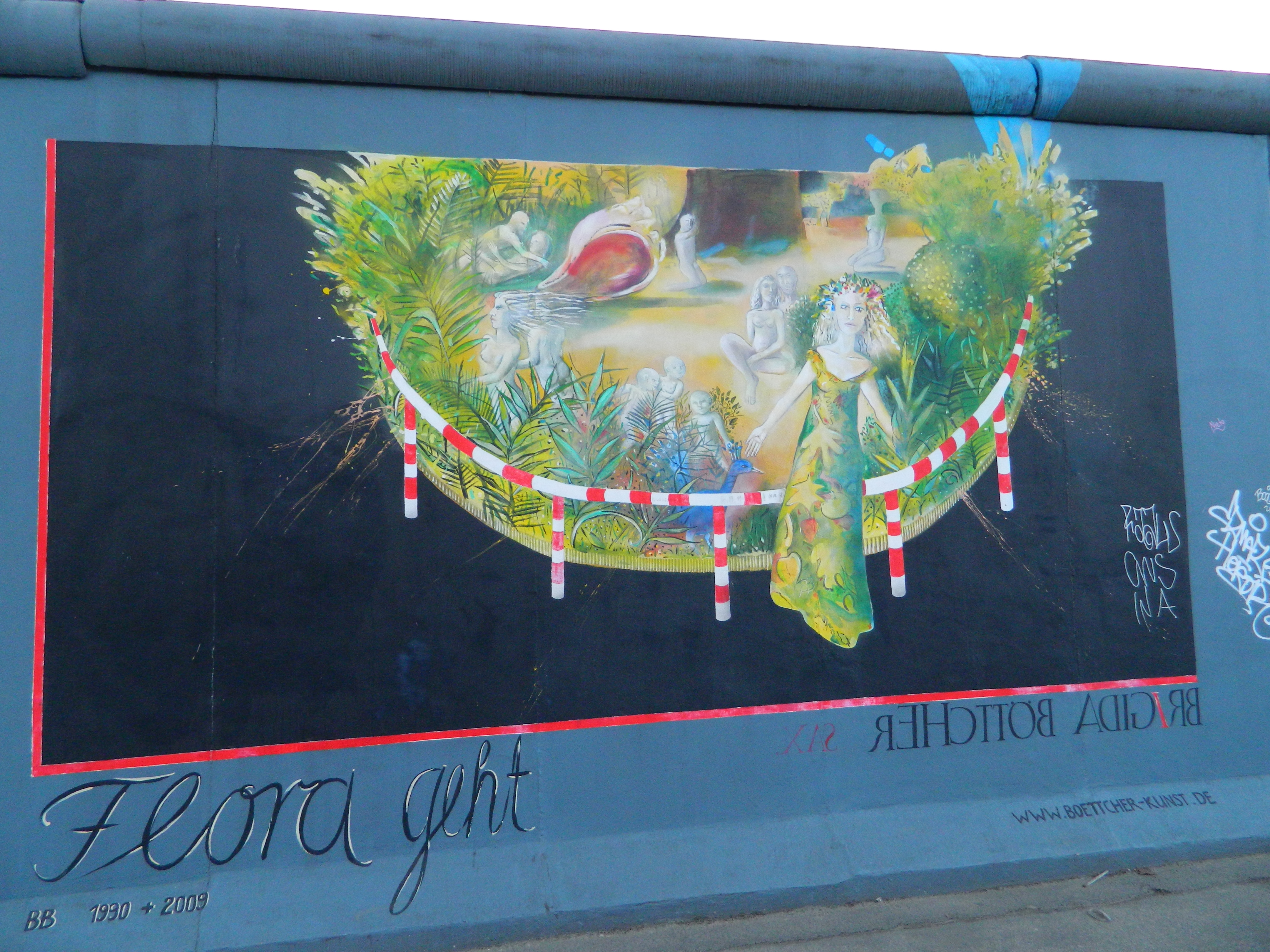
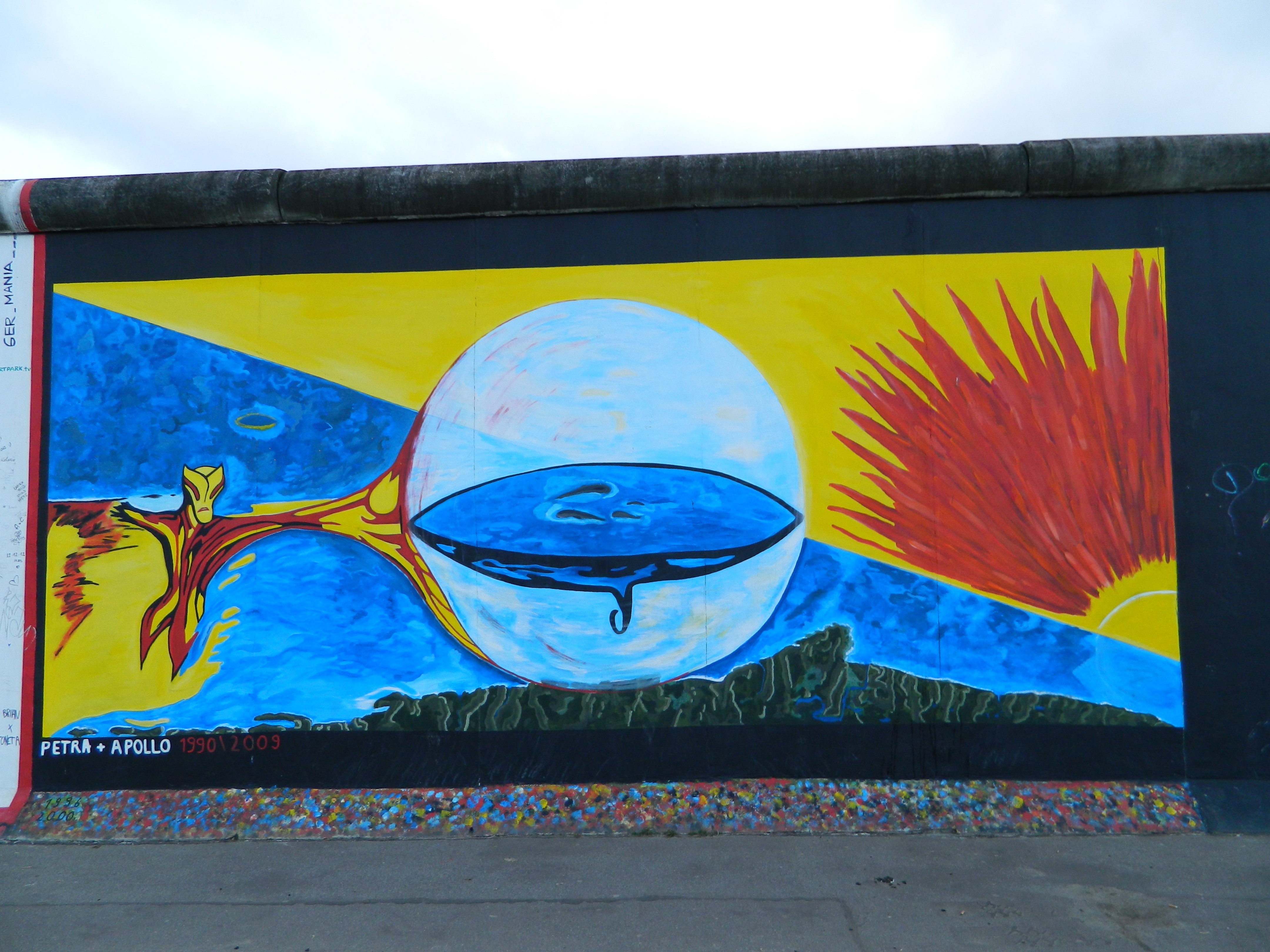
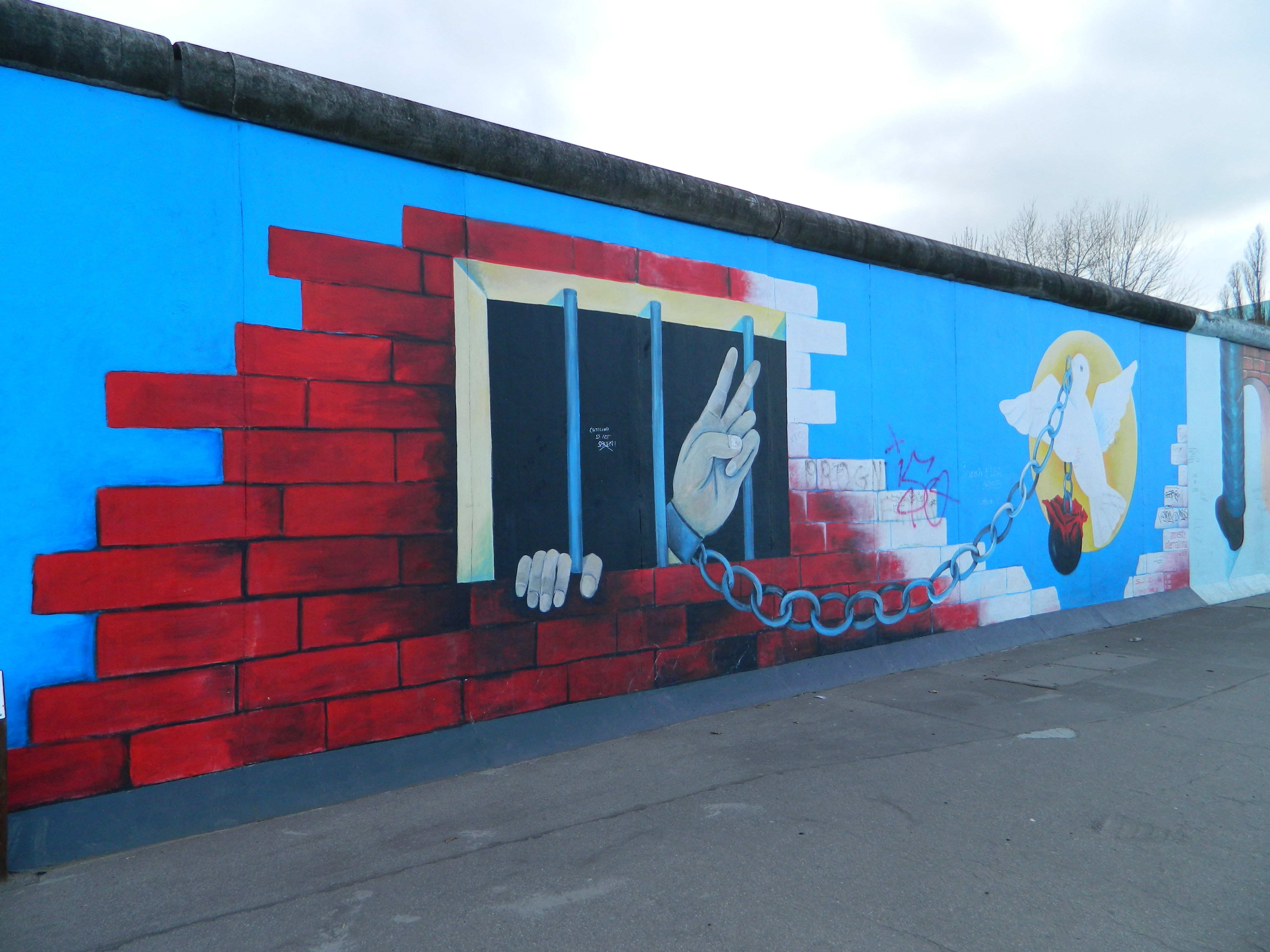
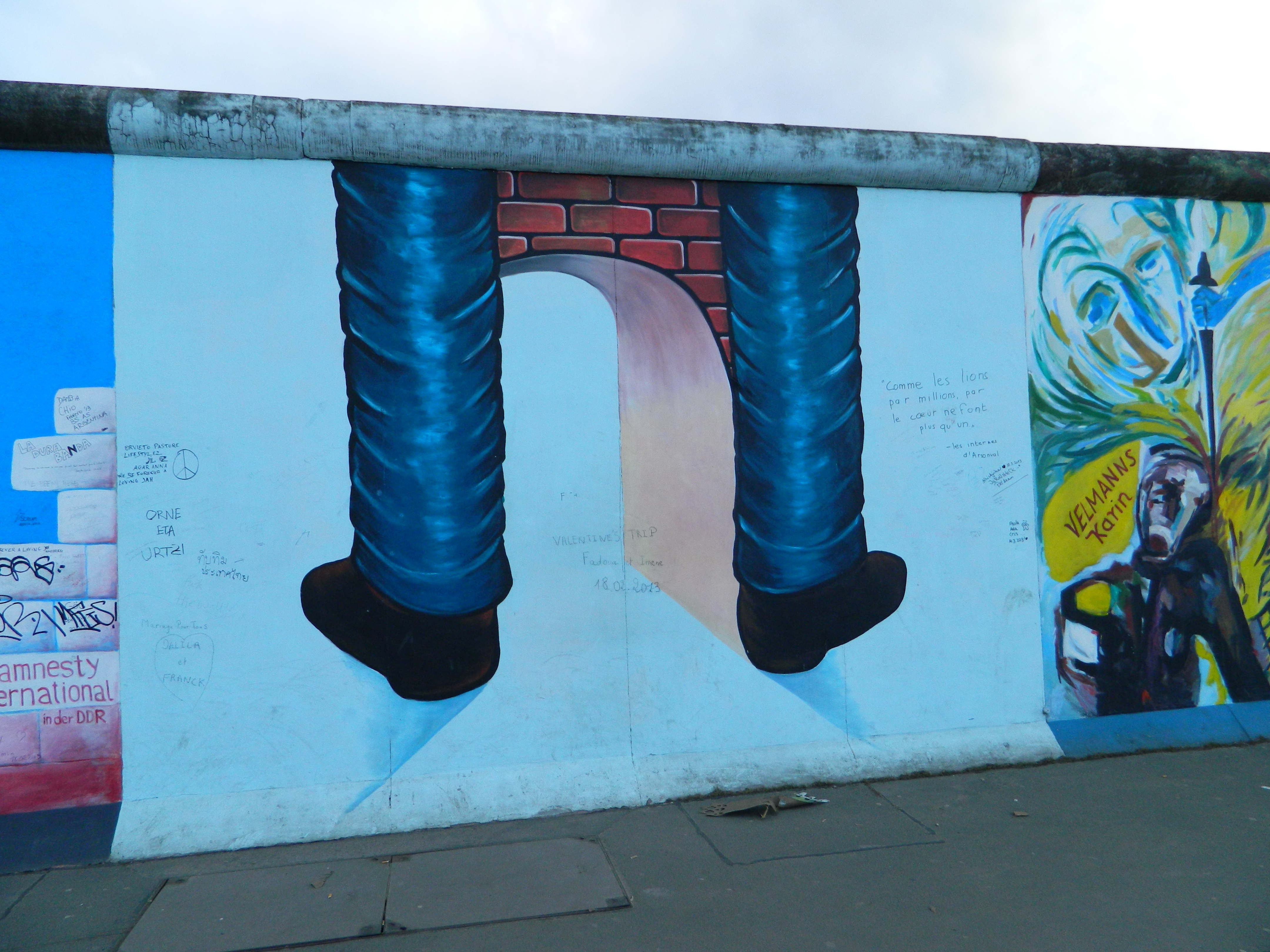
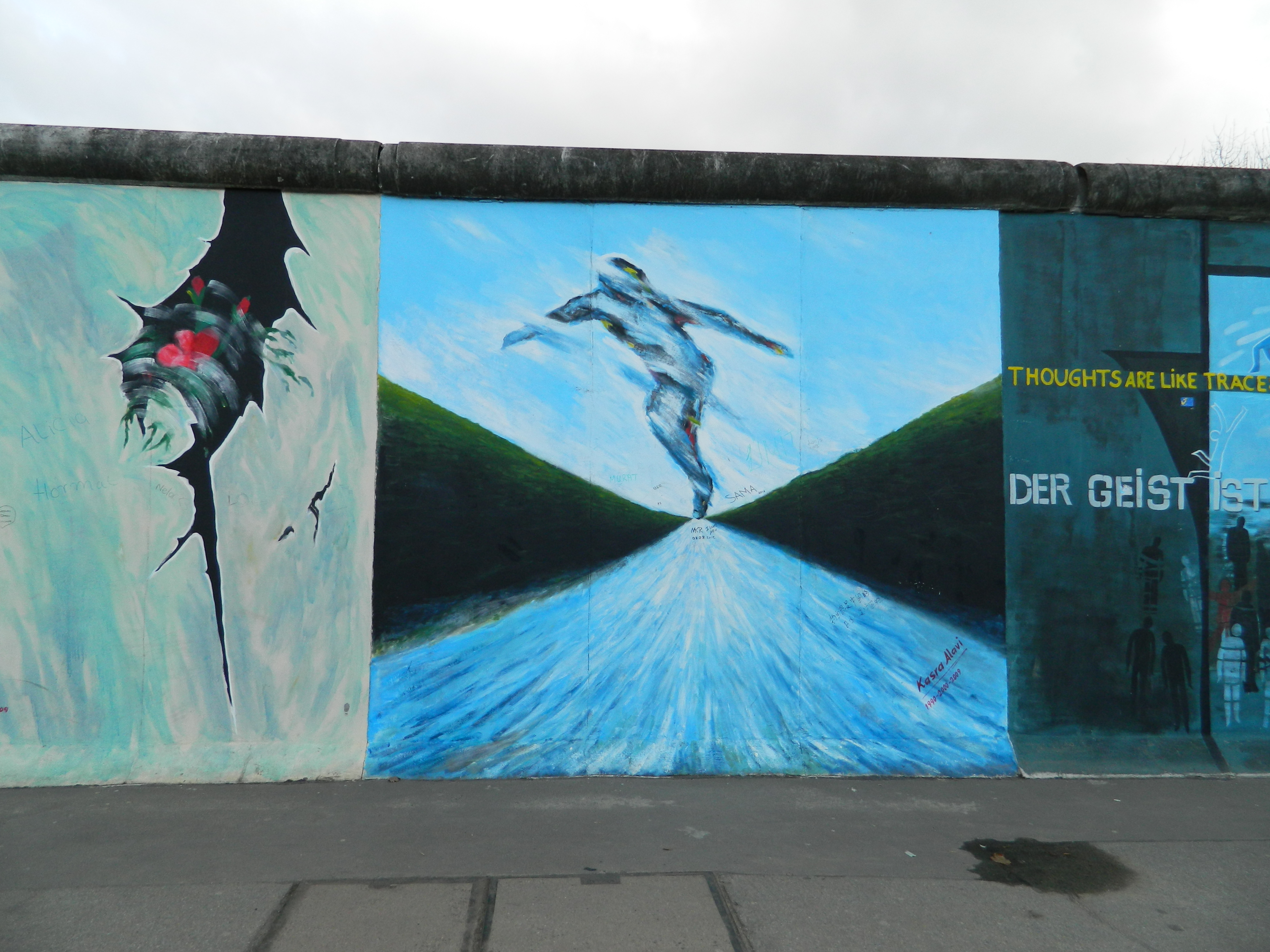
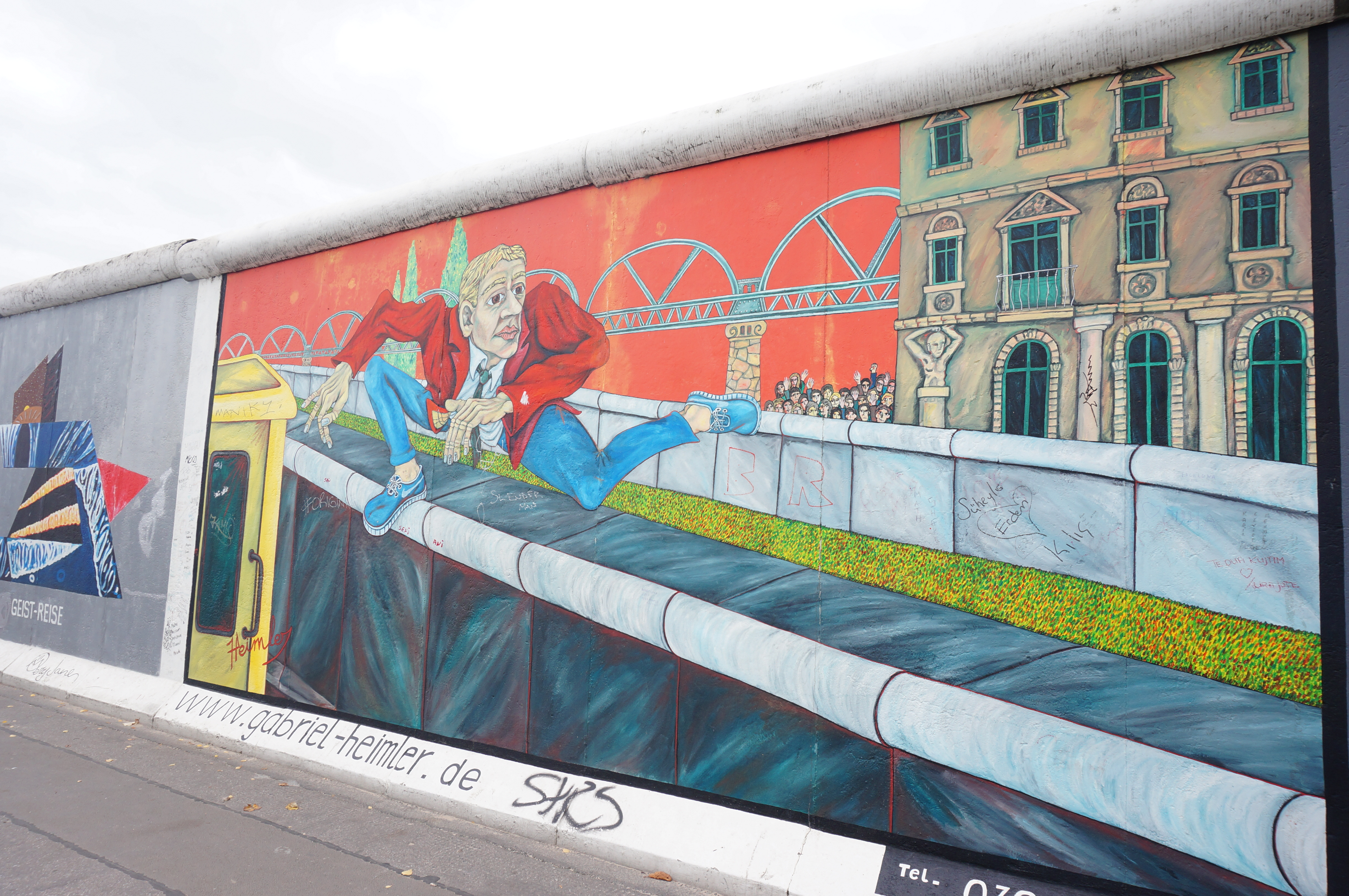
East Side Gallery